# Liste der Biografien/Hah
Liste der Biografien |
Portal Biografien |
Personensuche
# |
A |
B |
C |
D |
E |
F |
G |
H |
I |
J |
K |
L |
M |
N |
O |
P |
Q |
R |
S |
T |
U |
V |
W |
X |
Y |
Z |
?
 
Ha |
Hd |
He |
Hi |
Hj |
Hk |
Hl |
Hm |
Hn |
Ho |
Hr |
Hs |
Ht |
Hu |
Hv |
Hw |
Hy
 
Haa |
Hab |
Hac |
Had |
Hae–Haf |
Hag |
Hah |
Hai |
Haj |
Hak |
Hal |
Ham |
Han |
Hao |
Hap |
Haq |
Har |
Has |
Hat |
Hau |
Hav |
Haw |
Hax |
Hay |
Haz
Die Liste der Biografien führt alle Personen auf, die in der deutschsprachigen Wikipedia einen Artikel haben. Dieses ist eine Teilliste mit 566 Einträgen von Personen, deren Namen mit den Buchstaben „Hah“ beginnt.

## Hah

### Hahl
- Hahl, Albert (1868–1945), deutscher Kolonialbeamter, Gouverneur von Deutsch-Neuguinea (1902–1914)Albert Hahl (1868–1945)

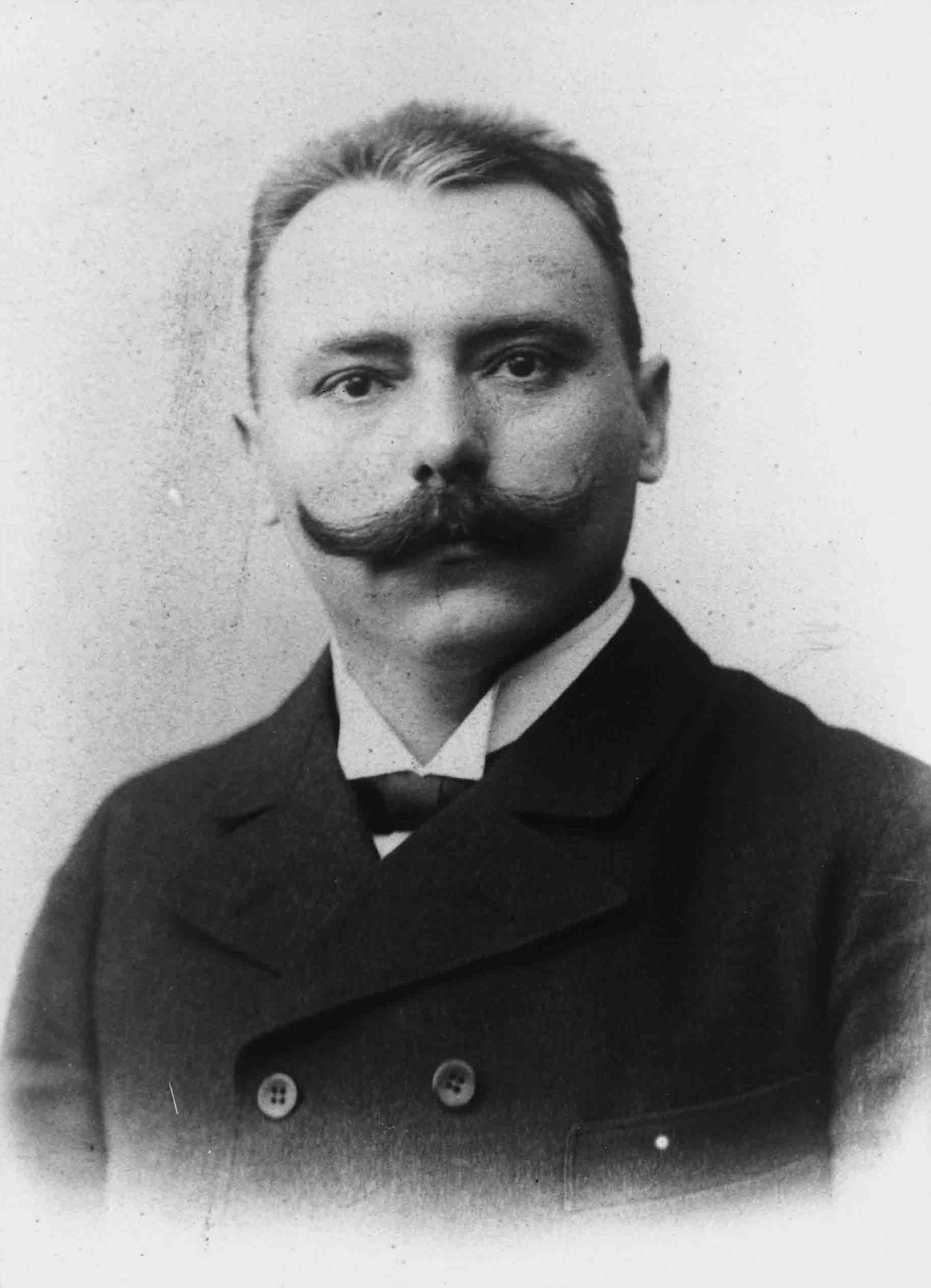
Albert Hahl (1868–1945)

- Hahl, Hans (1906–1984), deutscher Wirtschaftsfunktionär
- Hahl, Lothar (* 1912), deutscher Provinzialrömischer Archäologe
- Hahl, Nadine (* 1978), deutsche Filmschauspielerin
- Hahl, Nils-Gustav (1904–1941), finnlandschwedischer Kunsthistoriker und Unternehmer
- Hahl, Riku (* 1980), finnischer Eishockeyspieler
- Hahl, Theresa (* 1989), deutsche Lyrikerin und Slam-Poetin
- Hahl, Thomas (* 1961), deutscher Hockeynationalspieler
- Hahland, Walter (1901–1966), österreichischer Klassischer Archäologe
- Hahlbrock, Dietrich (1923–2012), deutscher Manager in der Vieh- und Fleischbranche
- Hahlbrock, Karl-Heinz (1917–2003), deutscher Mediziner auf dem Gebiet der Hals-Nasen-Ohrenheilkunde
- Hahlbrock, Klaus (* 1935), deutscher Biochemiker
- Hähle, Andreas (1967–2019), deutscher Dichter, Sprecher und Moderator
- Hähle, Fritz (* 1942), deutscher Politiker (CDU), MdL
- Hähle, Horst (1923–2005), deutscher Glasmaler
- Hähle, Johannes (1906–1944), deutscher Militärfotograf im Zweiten Weltkrieg
- Hählen, Cedric (* 1981), Schweizer Extrembergsteiger
- Hählen, Joana (* 1992), Schweizer Skirennfahrerin
- Hahlen, Johann (* 1942), deutscher Jurist, Staatssekretär im Bundesministerium des Innern
- Hählen, Paul (1921–2023), Schweizer Architekt und Kunstmaler
- Hähling, Kurt (1897–1983), deutscher Offizier und NDPD-Funktionär
- Hahlo, Hermann (1905–1985), deutscher und angelsächsischer Jurist
- Hahlweg, Barbara (* 1968), deutsche Fernsehmoderatorin und NachrichtensprecherinBarbara Hahlweg (* 1968)

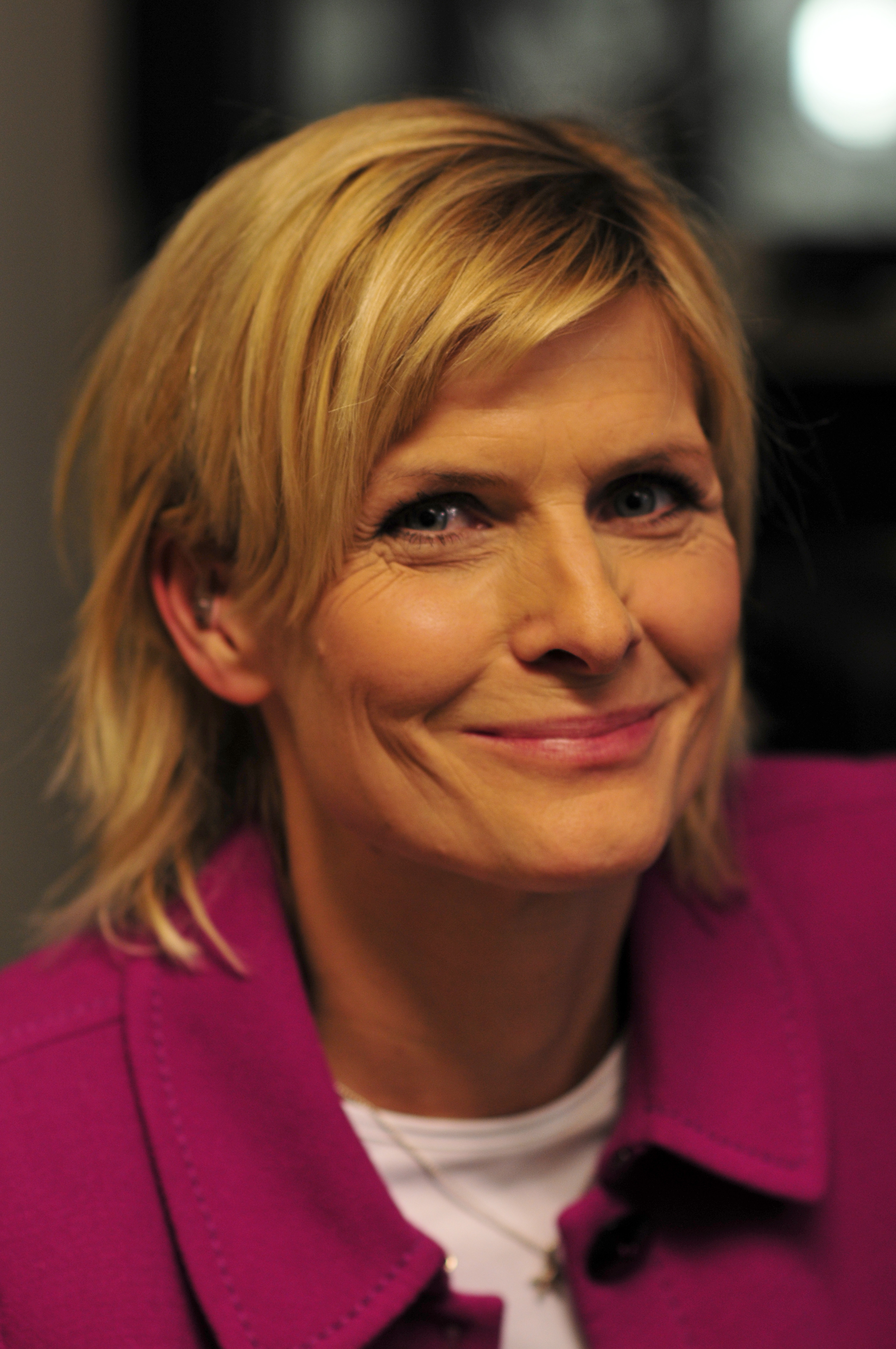
Barbara Hahlweg (* 1968)

- Hahlweg, Dietmar (* 1934), deutscher Kommunalpolitiker, Oberbürgermeister von Erlangen (1972–1996)
- Hahlweg, Kurt (* 1947), deutscher Psychologe
- Hahlweg, Werner (1912–1989), deutscher Militärhistoriker und Hochschullehrer

### Hahm
- Hahm, David E. (* 1938), US-amerikanischer Altphilologe
- Hahm, Eun-jung (* 1988), südkoreanische Sängerin und Schauspielerin
- Hahm, Konrad (1892–1943), deutscher Volkskundler, Direktor des Museum für Deutsche Volkskunde
- Hahm, Lotte (1890–1967), deutsche Aktivistin der ersten Lesbenbewegung
- Hahm, Walter (1894–1951), deutscher General der Infanterie im Zweiten Weltkrieg
- Hahmann, Andrea (* 1966), deutsche Mittel- und Langstreckenläuferin
- Hahmann, Andree (* 1977), deutscher Philosoph und Philosophiehistoriker
- Hahmann, Christian Gottfried (1739–1798), deutscher Baumeister
- Hahmann, Heinz (1927–2022), deutscher Sportwissenschaftler und Hochschullehrer
- Hahmann, Stefanie, deutsche Mathematikerin und Informatikerin
- Hahmann, Werner (1883–1977), deutscher Maler, Grafiker und Architekt
- Hahmo, Sirkka-Liisa (* 1941), finnische Fennistin und Finnougristin

### Hahn

#### Hahn B
- Hahn Beer, Edith (1914–2009), österreichische Juristin und Holocaustüberlebende

#### Hahn O
- Hahn Oberlander, Cornelia (1921–2021), kanadische Landschaftsarchitektin

#### Hahn V
- Hahn von Dorsche, Friedrich (1815–1885), preußischer Generalmajor und Kommandant von Graudenz
- Hahn von Dorsche, Ruth (1905–1975), deutsche Politikerin (FDP)

#### Hahn, A – Hahn, W

##### Hahn, A
- Hahn, Achim (* 1951), deutscher Soziologe
- Hahn, Adalbert (1750–1825), deutscher Kaplan in Platten
- Hahn, Adolf (1884–1946), deutscher Schriftsteller
- Hahn, Agnes von (1812–1857), deutsche adlige Obstzüchterin
- Hahn, Albert (1910–1995), deutscher Künstler und wissenschaftlicher Zeichner
- Hahn, Alexander (* 1954), Schweizer Computer- und Video-Künstler
- Hahn, Alexander (* 1967), deutscher Filmemacher
- Hahn, Alexander (* 1987), deutscher Politiker (FDP), JuLis-Bundesvorsitzender
- Hahn, Alexander (* 1993), deutscher Fußballspieler
- Hahn, Alexander J. (* 1943), US-amerikanischer Mathematiker
- Hahn, Alexander von (1809–1895), russischer General der Infanterie
- Hahn, Alice von (1862–1933), deutsche Schriftstellerin
- Hahn, Alois (* 1941), deutscher Soziologe
- Hahn, Amandus (1889–1952), deutscher Physiologe
- Hahn, André (* 1963), deutscher Politiker (Die Linke), MdL, MdB
- Hahn, André (* 1990), deutscher FußballspielerAndré Hahn (* 1990)

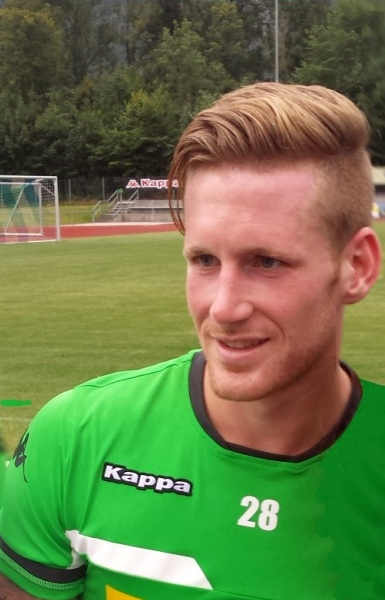
André Hahn (* 1990)

- Hahn, Andreas (* 1951), deutscher Politiker (DDR-CDU, CDU), MdV
- Hahn, Andreas (* 1966), deutscher Fußballspieler
- Hahn, Anna (* 1976), lettisch-US-amerikanische Schachspielerin
- Hahn, Anna Katharina (* 1970), deutsche Schriftstellerin
- Hahn, Anna Marie (1906–1938), deutsch-amerikanische SerienmörderinAnna Marie Hahn (1906–1938)
- Hahn, Anne (* 1966), deutsche Autorin

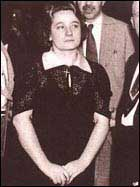
Anna Marie Hahn (1906–1938)

- Hahn, Annegret (* 1951), deutsche Dramaturgin, Regisseurin und Theaterintendantin
- Hahn, Annemarie (* 1922), deutsche Krimiautorin
- Hahn, Anton (* 1984), deutscher Eisschnellläufer
- Hahn, Archie (1880–1955), US-amerikanischer Leichtathlet
- Hahn, Arved von (1872–1948), russischer Verwaltungsbeamter und deutsch-baltischer Politiker
- Hahn, August (1792–1863), deutscher evangelischer Theologe
- Hahn, August Friedrich (1789–1867), hessischer Richter
- Hahn, August Johann von (1722–1788), badischer Hofratspräsident
- Hahn, August von (1821–1886), hessischer Oberrechnungskammerpräsident
- Hahn, Axel (* 1959), deutscher Politiker (FDP, AfD), MdA

##### Hahn, B
- Hahn, Balthasar († 1637), deutscher Mediziner und kursächsischer Leibarzt
- Hahn, Barbara (* 1952), deutsche Germanistin
- Hahn, Barbara (* 1955), deutsche Geographin
- Hahn, Barbara (* 1958), deutsche Physikerin und Professorin
- Hahn, Barbara (* 1965), deutsche Opernsängerin (Mezzosopran)
- Hahn, Beate (1894–1970), Pädagogin, Gärtnerin, Gartengestalterin (Schwerpunkt Jugendgärten)
- Hahn, Benedikt (* 1984), deutscher Schauspieler, Sprecher und Moderator
- Hahn, Bernd (1954–2011), deutscher Maler, Grafiker und Fotograf
- Hahn, Bernd (* 1954), deutscher Rennrodler
- Hahn, Bernhard (* 2000), österreichischer Fußballspieler
- Hahn, Betty (* 1940), US-amerikanische Fotografin
- Hahn, Birgit (* 1958), deutsche Hockeyspielerin
- Hahn, Bonaventura (1550–1602), Fürstbischof von Breslau
- Hahn, Brigitte (* 1964), deutsche Opernsängerin (Sopran)

##### Hahn, C
- Hahn, Carl Ferdinand Johannes (1801–1876), preußischer Jurist und Richter, Mitglied der Frankfurter Nationalversammlung
- Hahn, Carl Horst (1926–2023), deutscher IndustriemanagerCarl Horst Hahn (1926–2023)

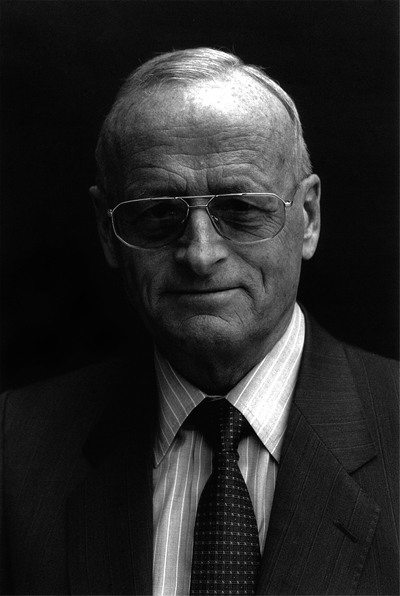
Carl Horst Hahn (1926–2023)

- Hahn, Carl Hugo (1818–1895), deutscher lutherischer Theologe und Missionar in Südwestafrika
- Hahn, Carl senior (1894–1961), deutsch-österreichischer Automobilbauer und Unternehmer
- Hahn, Carl Theodor (1809–1864), deutscher Organist und Komponist
- Hahn, Carl Wilhelm (1786–1835), deutscher Arachnologe, Entomologe, Zoologe und Ornithologe
- Hahn, Carl Wilhelm (1829–1887), deutschamerikanischer Genre- und Tiermaler der Düsseldorfer Schule
- Hahn, Carl Wilhelm (1898–1982), deutscher Publizist, Historiker, Archivrat und Leiter des Landessippenamtes Schleswig-Holstein im NS-Regime
- Hahn, Caroline (1814–1885), deutsche Opernsängerin (Alt/Sopran)
- Hahn, Carsten (* 1965), deutscher Jurist
- Hahn, Chiara (* 2002), deutsche FußballspielerinChiara Hahn (* 2002)

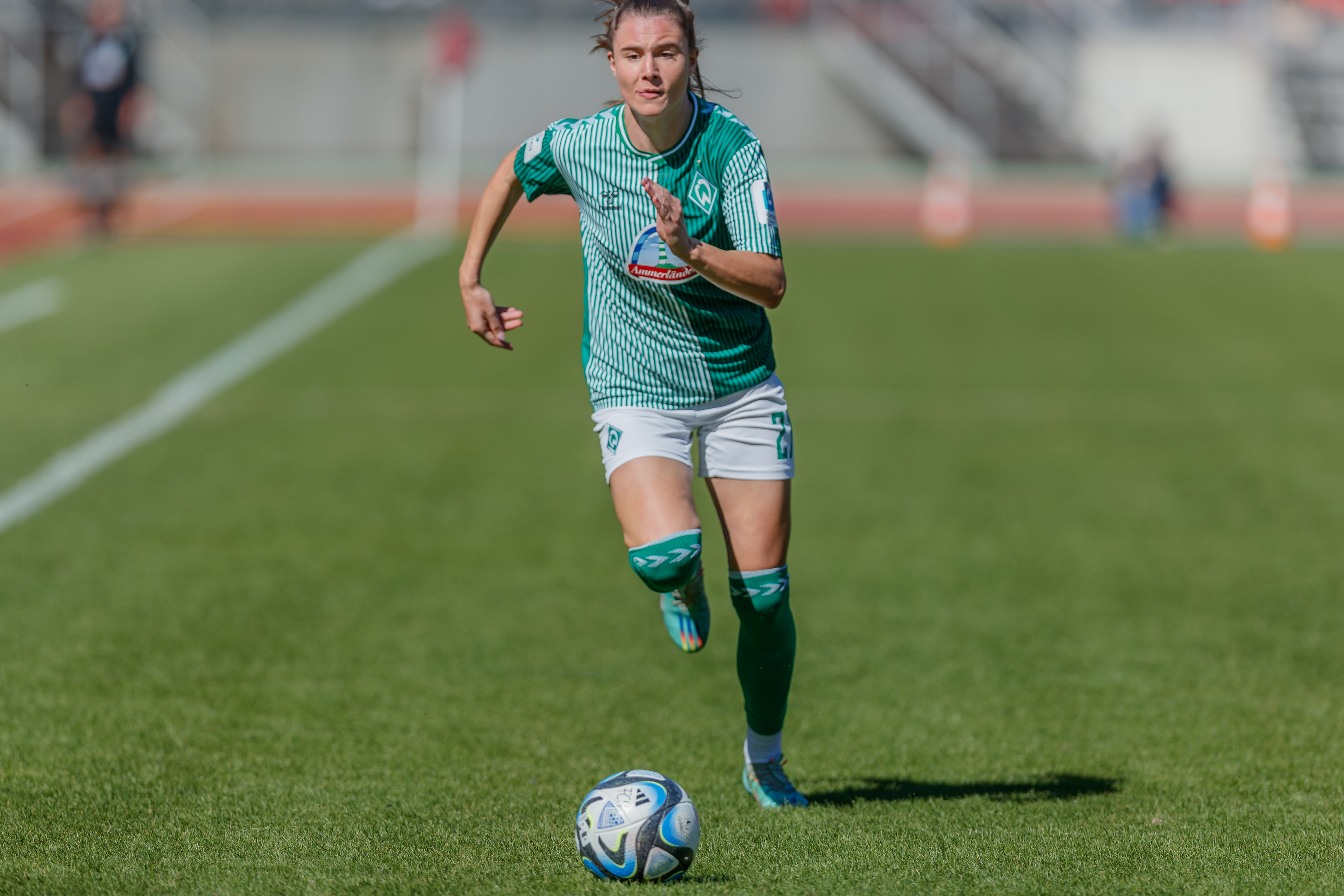
Chiara Hahn (* 2002)

- Hahn, Chris (* 1985), deutsch-kanadischer Eishockeyspieler
- Hahn, Christian (* 1969), deutscher Maler
- Hahn, Christina (* 1980), deutsche Basketballspielerin
- Hahn, Christoph Ulrich (1805–1881), deutscher Pionier der Diakonie
- Hahn, Christopher (* 1984), deutscher Politiker (AfD) und seit 2019 Landtagsabgeordneter in Sachsen
- Hahn, Clementine (1866–1929), deutsche Malerin und Kunstgewerblerin
- Hahn, Cocky (1886–1948), britischer Militär und Regionalkommissar in Südwestafrika

##### Hahn, D
- Hahn, Damion (* 1980), US-amerikanischer Ringer
- Hahn, Daphne (* 1960), deutsche Gesundheitswissenschaftlerin
- Hahn, Dave (* 1961), US-amerikanischer Bergsteiger
- Hahn, David (* 1956), US-amerikanischer Komponist, Gitarrist, Lautenist und Mandolinist
- Hahn, David Charles (1976–2016), US-amerikanischer Experimentator
- Hahn, Derek (* 1977), kanadischer Eishockeyspieler
- Hahn, Diederich (1859–1918), deutscher Funktionär des Bundes der Landwirte und Politiker, MdRDiederich Hahn (1859–1918)

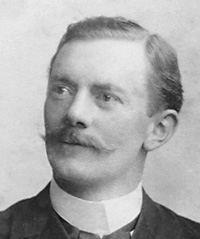
Diederich Hahn (1859–1918)

- Hahn, Diedrich (1884–1967), deutscher Kaufmann und Reeder
- Hahn, Dieter (* 1961), deutscher Manager
- Hahn, Dietger (1935–2017), deutscher Wirtschaftsingenieur und Hochschullehrer
- Hahn, Dietrich (1922–1984), deutscher Physiker
- Hahn, Dietrich (* 1946), deutscher Journalist und Publizist
- Hahn, Dirk Meinerts (1804–1860), deutscher Kapitän
- Hahn, Dittmar (* 1943), deutscher Jurist
- Hahn, Don (* 1955), US-amerikanischer Filmproduzent
- Hahn, Doris (* 1981), österreichische Politikerin (SPÖ), Abgeordnete zum Landtag Niederösterreich
- Hahn, Dorothy (1876–1950), US-amerikanische Chemikerin und Hochschullehrerin

##### Hahn, E
- Hahn, Eckart (* 1971), deutscher Maler
- Hahn, Edgar (* 1935), deutscher Fußballspieler
- Hahn, Eduard (1824–1901), deutscher lutherischer Theologe, Konsistorialrat und Generalsuperintendent
- Hahn, Eduard (1856–1928), deutscher Agrarethnologe, Geograph und Wirtschaftshistoriker
- Hahn, Edwin C. (1888–1942), US-amerikanischer Filmtechniker
- Hahn, Ekhart (* 1942), deutscher Architekt, Stadtökologe und Hochschullehrer
- Hahn, Ekkehard (1934–2020), deutscher Schauspieler
- Hahn, Elieser Traugott (1848–1939), deutsch-baltischer lutherischer Pastor und Evangelist
- Hahn, Elisabeth (1883–1967), deutsche Malerin, Grafikerin und Kunsthandwerkerin
- Hahn, Elkan Markus (1781–1841), deutscher Mathematiker
- Hahn, Emil (1832–1897), deutscher Theaterschauspieler, -regisseur, -leiter und -intendant
- Hahn, Emil (1837–1881), deutscher Dekorationsmaler
- Hahn, Emily (1905–1997), US-amerikanische Journalistin und Autorin
- Hahn, Erich (1930–2025), deutscher marxistischer Philosoph und Mitglied des ZK der SED
- Hahn, Erich (1937–2007), deutscher Fußballspieler
- Hahn, Erik (* 1970), deutscher Ringer und Trainer
- Hahn, Erik (* 1983), deutscher Rechtswissenschaftler
- Hahn, Ernst (1850–1896), deutscher Gutsbesitzer und Politiker, MdL
- Hahn, Ernst (1865–1940), deutscher Jurist und konservativer Kommunalpolitiker
- Hahn, Ernst (1874–1950), österreichischer Politiker (CSP), Abgeordneter zum Nationalrat
- Hahn, Ernst (1926–2017), deutscher Fotograf der Nachkriegszeit
- Hahn, Erwin (1921–2016), US-amerikanischer Festkörperphysiker
- Hahn, Erwin (1930–2009), deutscher Sportpsychologe
- Hahn, Eugen (1841–1902), deutscher Chirurg
- Hahn, Eugen (1884–1938), deutscher Generalleutnant
- Hahn, Eugen (1941–2020), deutscher E-Bassist und Jazzclub-Manager
- Hahn, Eva (* 1946), deutsch-tschechische Historikerin, spezialisiert auf Bohemistik

##### Hahn, F
- Hahn, Ferdinand (1845–1906), deutscher Versicherungsfachmann
- Hahn, Ferdinand (1926–2015), deutscher evangelischer Theologe, Hochschullehrer und Autor
- Hahn, Ferdinand Graf (1875–1955), deutscher Politiker (CDU), MdL
- Hahn, Ferdinand von (1809–1888), deutscher Majoratsbesitzer
- Hahn, Florian (* 1974), deutscher Politiker (CSU), MdBFlorian Hahn (* 1974)

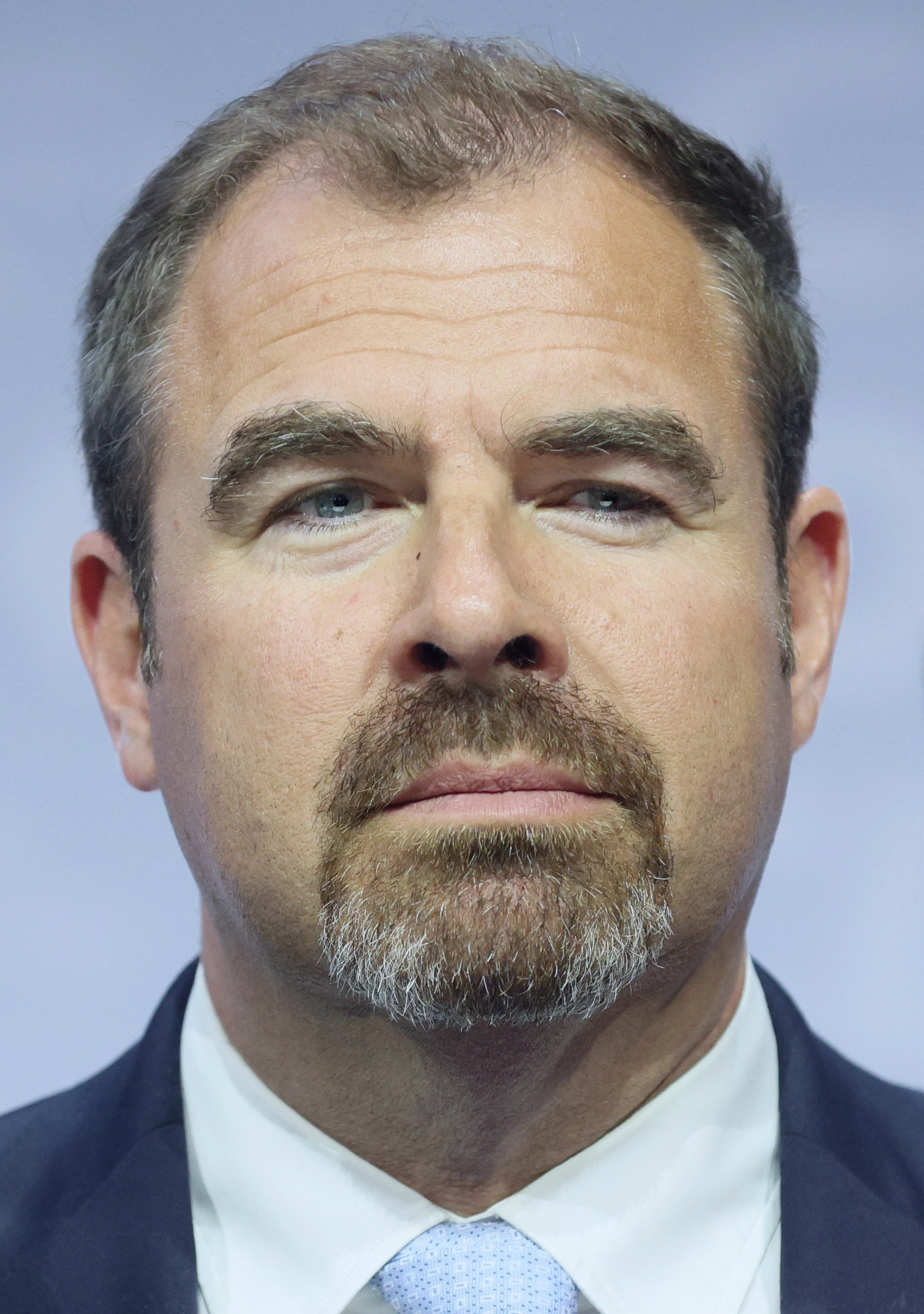
Florian Hahn (* 1974)

- Hahn, Frank (1925–2013), britischer Wirtschaftswissenschaftler
- Hahn, Frank (* 1957), deutscher Fußballspieler
- Hahn, Franz (1891–1933), deutscher Beratungsingenieur
- Hahn, Franz (1897–1963), deutscher Technologe für Betriebstechnik und Politiker (NDPD), MdV
- Hahn, Franz Joseph Anton von (1699–1748), Weihbischof in Bamberg
- Hahn, Friedemann (* 1949), deutscher Maler
- Hahn, Friedhelm (* 1955), deutscher Regisseur und Autor
- Hahn, Friedrich (1784–1858), kurhessischer Anwalt
- Hahn, Friedrich (1852–1917), deutscher Geograph
- Hahn, Friedrich (1924–2002), österreichischer Politiker (ÖVP), Landtagsabgeordneter, Abgeordneter zum Nationalrat
- Hahn, Friedrich (* 1952), österreichischer Schriftsteller und Photokünstler
- Hahn, Friedrich von (1742–1805), deutscher Philosoph und Astronom
- Hahn, Friedrich von (1804–1859), deutscher Gutsbesitzer und Reiter
- Hahn, Friedrich von (1823–1897), deutscher Jurist, Reichsoberhandelsgerichtsrat und Senatspräsident beim Reichsgericht
- Hahn, Friedrich von (1861–1952), Kreisrat und Kreisdirektor im Großherzogtum und Volksstaat Hessen
- Hahn, Fritz (1907–1982), deutscher SA-Führer
- Hahn, Fritz (1907–1982), deutscher Arzt und Pharmakologe
- Hahn, Fritz Gebhardt von (1911–2003), deutscher Diplomat

##### Hahn, G
- Hahn, Gabriele, deutsche Verwaltungsjuristin
- Hahn, Georg, Student
- Hahn, Georg (1841–1889), deutscher Landschafts- und Genremaler
- Hahn, Georg (* 1945), österreichischer Politiker (SPÖ), Landtagsabgeordneter im Burgenland
- Hahn, Georg Carl (1822–1895), Lübecker Konservenfabrikant
- Hahn, Georg Gottlieb (1756–1823), hessischer Generalleutnant
- Hahn, Georg Philipp Anton (1814–1873), deutscher Ziegeleibesitzer und Politiker
- Hahn, Georges (1913–1994), österreichisch-französischer Psychologie und Hochschullehrer
- Hahn, Gerd (* 1981), deutscher Wirtschaftswissenschaftler, Professor für Betriebswirtschaftslehre
- Hahn, Gerhard (1901–1943), deutscher Theologe und Politiker (NSDAP)
- Hahn, Gerhard (* 1933), deutscher Paläontologe
- Hahn, Gerhard (* 1933), deutscher germanistischer Mediävist
- Hahn, Gerhard (* 1946), deutscher Regisseur
- Hahn, Gisela (* 1943), deutsche SchauspielerinGisela Hahn (* 1943)

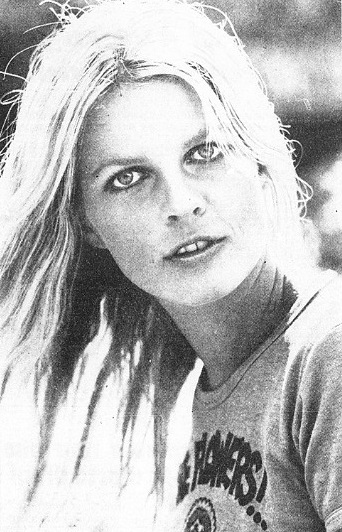
Gisela Hahn (* 1943)

- Hahn, Gundula (* 1975), deutsche Basketballspielerin
- Hahn, Gustav (1866–1962), deutsch-kanadischer Maler, Wandmaler und Innenarchitekt
- Hahn, Gustav Adolf (1819–1872), deutscher Architekt und Architekturmaler

##### Hahn, H
- Hahn, Hanno (1922–1960), deutscher Kunsthistoriker und Architekturforscher
- Hahn, Hans (1879–1934), österreichischer Mathematiker
- Hahn, Hans (1914–1982), deutscher Luftwaffenoffizier und Jagdpilot der Luftwaffe im Zweiten Weltkrieg
- Hahn, Hans Henning (* 1947), deutscher Historiker
- Hahn, Hans Otto (1936–2003), deutscher evangelischer Theologe
- Hahn, Hans Peter, deutscher Ethnologe
- Hahn, Hans-Joachim (* 1950), deutscher Autor, Dolmetscher, Dozent und Netzwerker
- Hahn, Hans-Jürgen (1942–2023), deutscher Mediziner, Professor an der EMAU
- Hahn, Hans-Werner (* 1949), deutscher Historiker und Hochschullehrer
- Hahn, Hansjoachim (1934–2022), deutscher Politiker (SED)
- Hahn, Harald (* 1966), deutscher Theatermacher
- Hahn, Harry (1915–2003), deutscher Chemiker
- Hahn, Hartmut (* 1971), deutscher Bildender Künstler
- Hahn, Hartmuth (* 1945), deutscher Fußballspieler
- Hahn, Hedwig (1891–1980), deutsche Ärztin
- Hahn, Heike (* 1965), deutsche Mathematikdidaktikerin und Hochschullehrerin
- Hahn, Heinrich (1800–1882), deutscher Arzt, Abgeordneter des preußischen Landtags und katholischer Vereinsgründer
- Hahn, Heinrich (1829–1919), deutscher Historiker, Gymnasiallehrer und Autor
- Hahn, Heinrich (1874–1930), deutscher Jurist und Versicherungsmanager
- Hahn, Heinrich August (1821–1861), deutscher evangelischer Theologe
- Hahn, Heinrich Wilhelm der Ältere (1760–1831), deutscher Buchhändler und Verleger
- Hahn, Heinrich Wilhelm der Jüngere (1795–1873), deutscher Buchhändler und Verleger
- Hahn, Hellmuth (1927–2015), deutscher Heimatforscher, Historiker, Arzt und Kommunalpolitiker
- Hahn, Helmut (1921–2008), deutscher Geograph und Hochschullehrer
- Hahn, Helmut (1928–2017), deutscher Maler, Grafiker, Fotograf, Textilkünstler und Hochschullehrer
- Hahn, Helmut (* 1937), deutscher Mediziner und Mikrobiologe
- Hahn, Henrike (* 1970), deutsche Politikerin (Bündnis 90/Die Grünen), MdEP
- Hahn, Henrike (* 1986), deutsche Schauspielerin
- Hahn, Herbert (1890–1970), deutscher Lehrer und Anthroposoph
- Hahn, Hermann (1841–1929), deutscher Architekt
- Hahn, Hermann (1851–1909), deutscher Turner und Turnfunktionär
- Hahn, Hermann (1868–1945), deutscher Bildhauer
- Hahn, Hermann (1907–1990), deutscher Politiker (DP/CDU), Landtagsabgeordneter in Niedersachsen
- Hahn, Hermann (1907–1977), deutscher Fußballspieler
- Hahn, Hermann (1908–1945), deutscher Fußballspieler
- Hahn, Hermann H. (* 1940), deutscher Ingenieur und emeritierter Universitätsprofessor für Siedlungswasserwirtschaft
- Hahn, Hermann Joachim (1679–1726), deutscher protestantischer Prediger
- Hahn, Hermann-Michael (* 1948), deutscher Physiker, Astronom und Wissenschaftsjournalist
- Hahn, Hilary (* 1979), US-amerikanische ViolinistinHilary Hahn (* 1979)

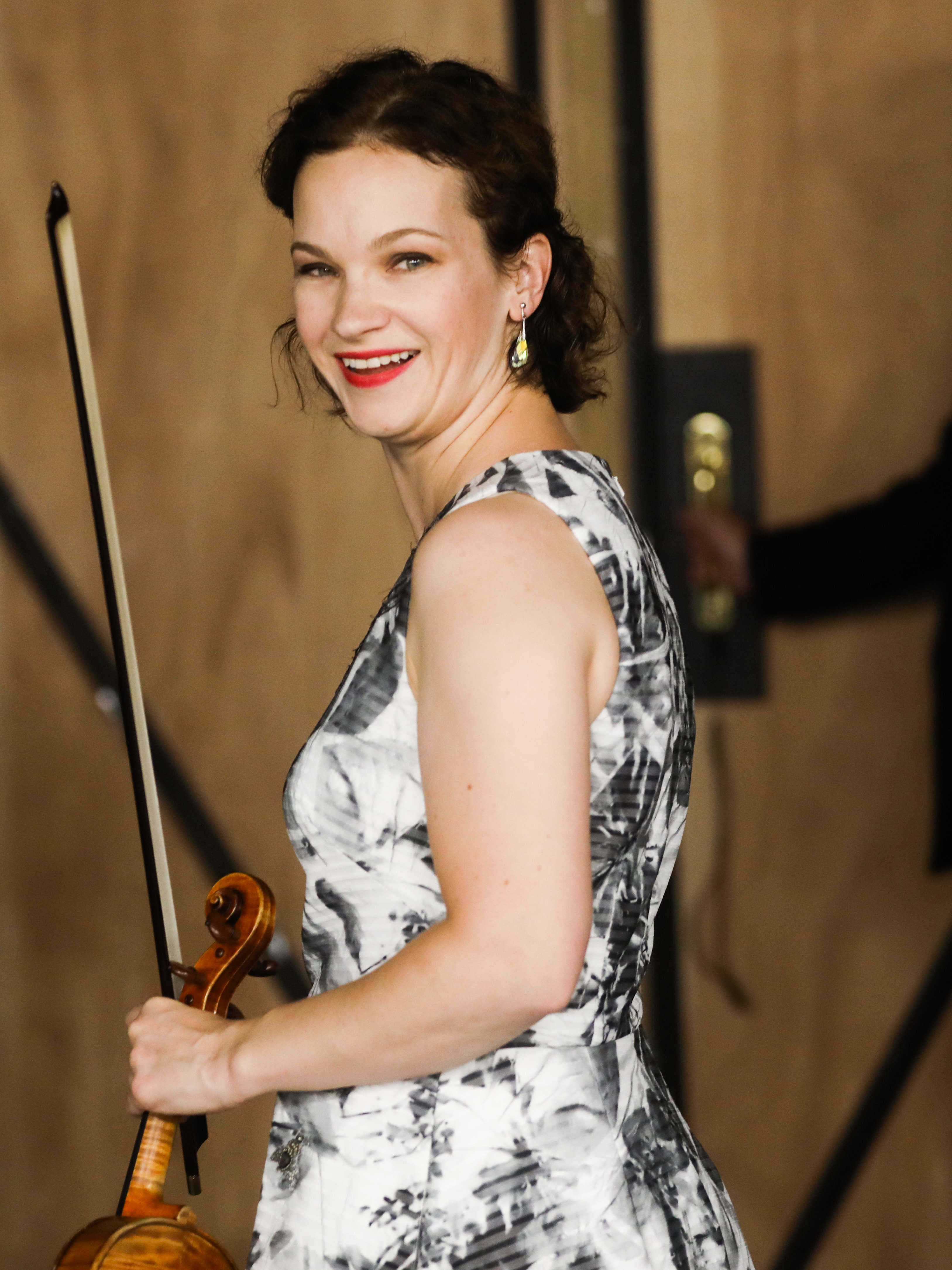
Hilary Hahn (* 1979)

- Hahn, Hildegard (* 1938), deutsche Künstlerin
- Hahn, Hugo (1886–1957), deutscher lutherischer Theologe
- Hahn, Hugo (* 2002), namibischer Radrennfahrer
- Hahn, Hugo J. (1927–2010), deutscher Rechtswissenschaftler

##### Hahn, I
- Hahn, Ingo (* 1971), deutscher Politiker (AfD), MdL
- Hahn, István (1913–1984), ungarischer Althistoriker und Professor an der Eötvös-Loránd-Universität

##### Hahn, J
- Hahn, Jacqueline (* 1991), österreichische Radrennfahrerin
- Hahn, James (* 1950), US-amerikanischer Politiker, Bürgermeister von Los Angeles
- Hahn, Jan (1973–2021), deutscher Radio- und Fernsehmoderator sowie SchauspielerJan Hahn (1973–2021)

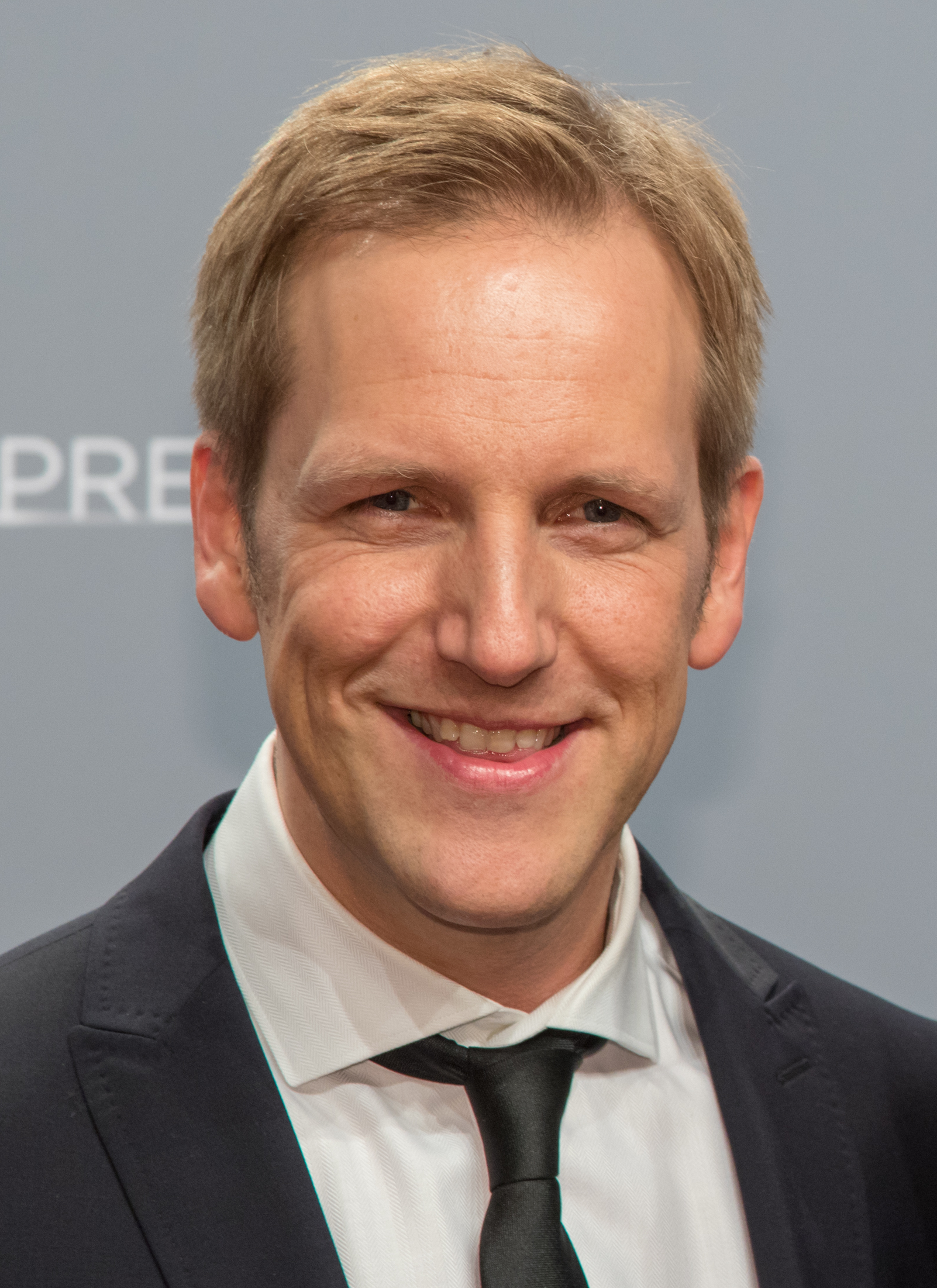
Jan Hahn (1973–2021)

- Hahn, Janice (* 1952), US-amerikanische Politikerin
- Hahn, Jasmin (* 1971), deutsche Schauspielerin und Rezitatorin
- Hahn, Jelena Andrejewna (1813–1842), russische Schriftstellerin
- Hahn, Jens (* 1962), deutscher Heimatforscher
- Hahn, Jerry (* 1940), US-amerikanischer Jazzgitarrist
- Hahn, Jess (1921–1998), französischer Schauspieler
- Hahn, Joachim (1924–2019), deutscher Veterinär und Spezialist der Reproduktionsmedizin
- Hahn, Joachim (1942–1997), deutscher Prähistoriker
- Hahn, Joachim (* 1954), deutscher Pfarrer und Autor
- Hahn, Joachim (* 1985), deutscher Komiker
- Hahn, Jochen (* 1962), deutscher Radsport-Trainer
- Hahn, Jochen (* 1974), deutscher Truckrennfahrer
- Hahn, Joe (* 1977), US-amerikanischer MusikerJoe Hahn (* 1977)

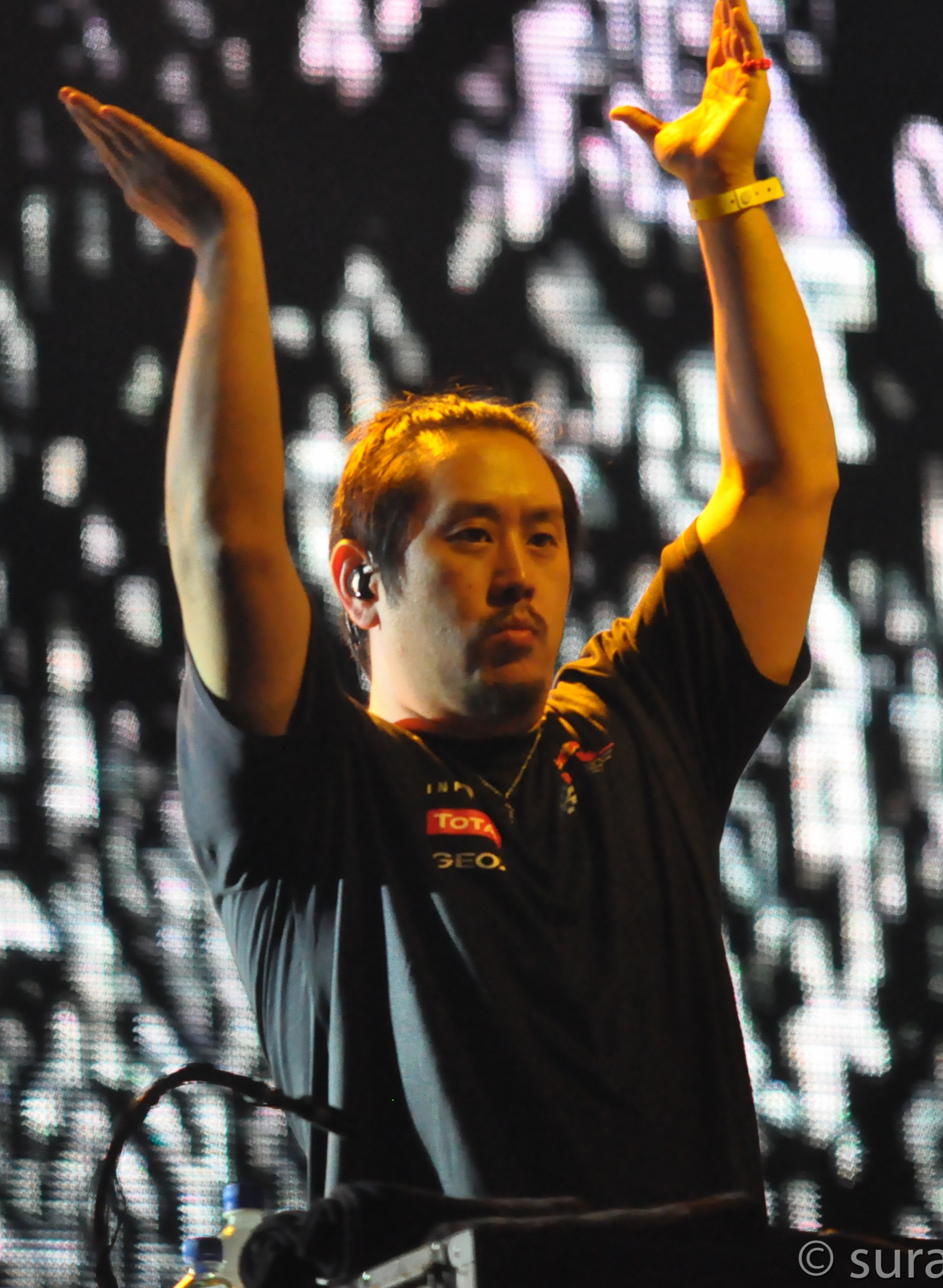
Joe Hahn (* 1977)

- Hahn, Johann Bernhard (1685–1755), deutscher orientalischer Philologe und evangelischer Theologe
- Hahn, Johann David (1729–1784), deutscher Physiker, Philosoph, Astronom, Mediziner, Botaniker und Chemiker
- Hähn, Johann Friedrich (1710–1789), deutscher Geistlicher und Pädagoge
- Hahn, Johann Friedrich (1753–1779), deutscher Lyriker
- Hahn, Johann Friedrich (1793–1856), deutscher Pfarrer und Politiker
- Hahn, Johann Friedrich von (1725–1786), deutscher Arzt in Breslau, Domherr des Stifts zu St. Sebastian in Magdeburg
- Hahn, Johann Georg von (1811–1869), österreichischer Diplomat und Albanologe
- Hahn, Johann Gottfried (* 1776), deutscher Forstbeamter und Sachbuchautor
- Hahn, Johann Gottfried von (1694–1753), deutscher Arzt und Medizinalrat in Breslau
- Hahn, Johann Michael Benjamin (1758–1819), deutscher pietistischer Theosoph
- Hahn, Johann Philipp (1690–1774), deutscher Rechtswissenschaftler und Hochschullehrer
- Hahn, Johann Siegmund (1696–1773), deutscher Arzt und Stadtphysikus in Schweidnitz, Mitbegründer der Hydrotherapie in Deutschland
- Hahn, Johann Zacharias Hermann (1768–1826), deutscher evangelischer Geistlicher und Kirchenlieddichter
- Hahn, Johannes († 1783), deutscher Orgelbauer in Siebenbürgen
- Hahn, Johannes (* 1957), österreichischer Politiker (ÖVP), Stadtrat und Landesparteiobmann in WienJohannes Hahn (* 1957)

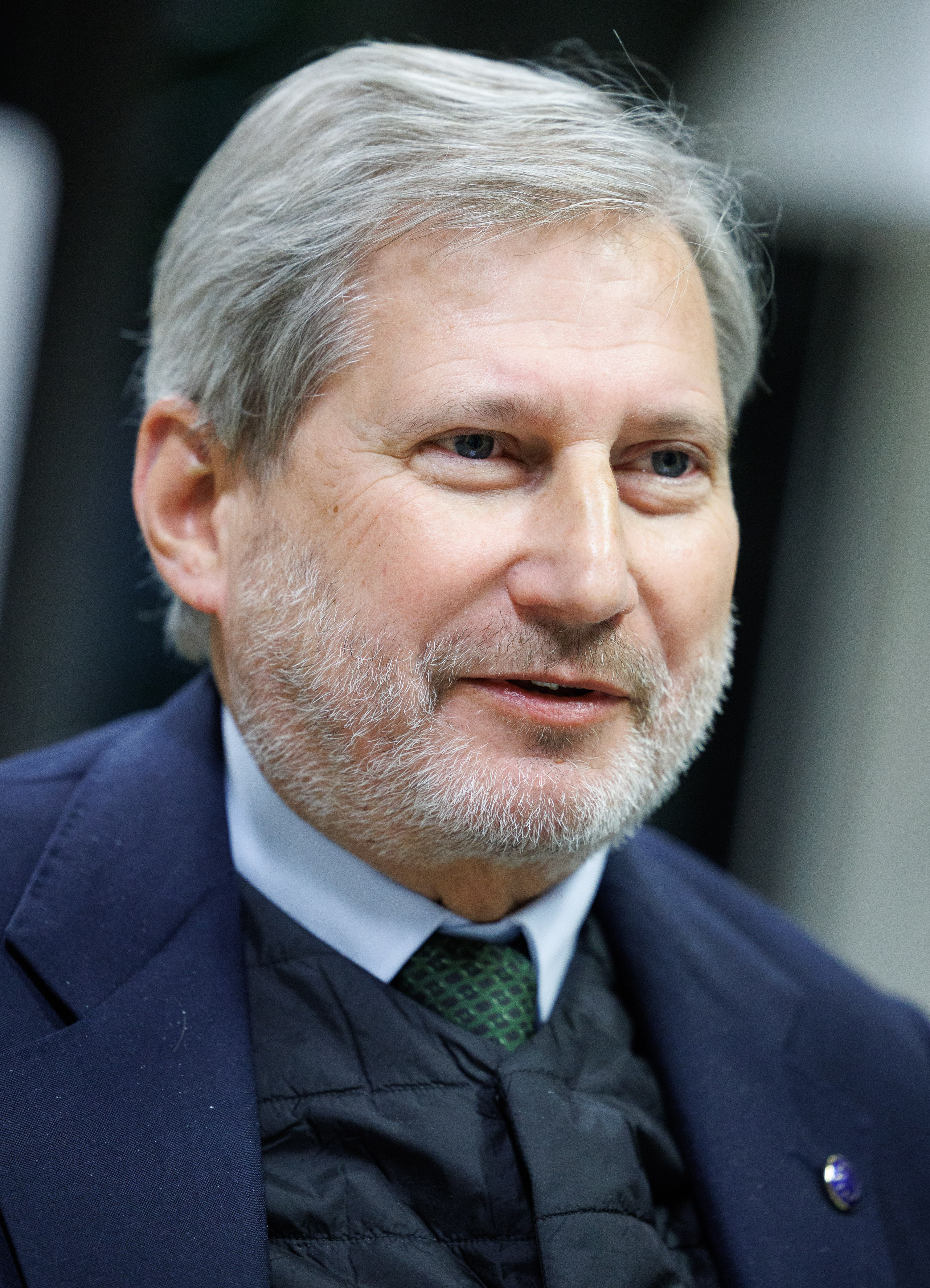
Johannes Hahn (* 1957)

- Hahn, Johannes (* 1957), deutscher Althistoriker
- Hahn, Johannes-Martin (* 1959), deutscher Mediziner und Buchautor
- Hahn, John (1776–1823), US-amerikanischer Politiker
- Hahn, Jörg (* 1961), deutscher Sportjournalist
- Hahn, Jörg-Hannes (* 1963), deutscher Organist, Kirchenmusiker und Dirigent
- Hahn, Jörg-Peter (1930–1996), deutscher Kabarettist, Schauspieler und Hörfunkautor
- Hahn, Jörg-Uwe (* 1956), deutscher Politiker (FDP), MdL
- Hahn, Josef (1839–1906), deutscher Landschaftsmaler
- Hahn, Josef (1884–1943), böhmisch-österreichischer Architekt
- Hahn, Joseph (1883–1944), deutscher Politiker (Zentrum)
- Hahn, Joseph (1917–2007), amerikanischer Künstler und Lyriker
- Hahn, Judith (* 1978), deutsche Theologin und Hochschullehrerin
- Hahn, Julia (* 1979), deutsche Juristin, Richterin am Bundessozialgericht
- Hahn, Juliane (* 1987), deutsche Theater- und Festivalleiterin
- Hahn, Julius (* 1871), deutscher Verwaltungsjurist
- Hahn, Julius (1890–1972), österreichischer Politiker (CSP, ÖVP), Mitglied des Bundesrates
- Hahn, Jürgen (1914–1994), deutscher Politiker (SPD)
- Hahn, Jürgen (* 1950), deutscher Handballspieler und Handballtrainer
- Hahn, Jürgen (* 1964), deutscher Jazztrompeter und Komponist
- Hahn, Juspa († 1637), Rabbiner in Frankfurt a. M., Chronist des Fettmilch-Aufstandes

##### Hahn, K
- Hahn, Karl (1778–1854), deutscher Erzieher, Schriftsteller und Theologe
- Hahn, Karl (1846–1899), deutscher Jurist und Politiker
- Hahn, Karl (1882–1963), deutscher Pädagoge und Physiker
- Hahn, Karl (1883–1967), Leiter des Gauarbeitsamtes Westfalen-Nord
- Hahn, Karl (1892–1980), deutscher Maler und Grafiker
- Hahn, Karl (1899–1960), deutscher Maschinenbauingenieur
- Hahn, Karl (1901–1982), deutscher Politiker (CDU), MdB, MdEP
- Hahn, Karl (* 1937), deutscher Politikwissenschaftler
- Hahn, Karl August (1807–1857), deutsch-österreichischer Philologe, Germanist und Hochschullehrer
- Hahn, Karl Friedrich Ludwig von (1795–1865), preußischer General der Infanterie
- Hahn, Karl Gottfried (1887–1964), deutscher Richter am Reichsverwaltungsgericht
- Hahn, Karl von (1782–1857), deutscher Theaterdirektor, Gutsbesitzer und Erblandmarschall
- Hahn, Karl von (1848–1925), deutscher Forschungsreisender und Ethnograf
- Hahn, Karl-Heinz (1921–1990), deutscher Germanist und Literaturwissenschaftler
- Hahn, Kathryn (* 1973), US-amerikanische SchauspielerinKathryn Hahn (* 1973)

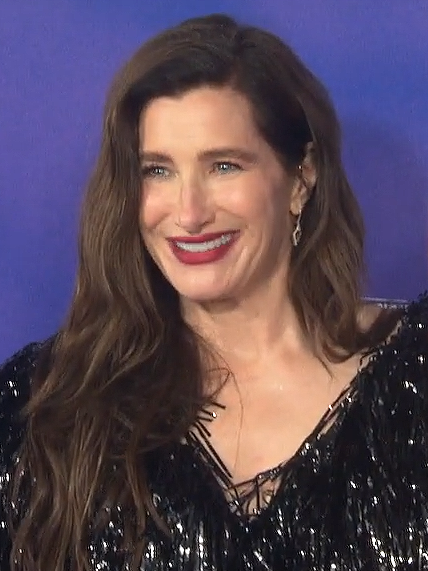
Kathryn Hahn (* 1973)

- Hahn, Kimiko (* 1955), US-amerikanische Schriftstellerin
- Hahn, Klaus (1925–2019), deutscher Ruderer
- Hahn, Knut (* 1964), deutscher Fußballspieler
- Hahn, Konrad (1863–1936), deutscher Verwaltungsjurist
- Hahn, Kristin (* 1969), US-amerikanische Filmproduzentin und Drehbuchautorin
- Hahn, Kuno (1525–1590), mecklenburgischer Gutsbesitzer, Landrat und Finanzier
- Hahn, Kurt (1886–1974), deutscher Politiker und PädagogeKurt Hahn (1886–1974)

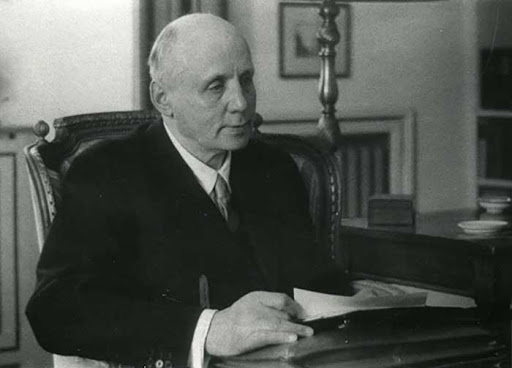
Kurt Hahn (1886–1974)

- Hahn, Kurt (1901–1944), deutscher Widerstandskämpfer
- Hahn, Kurt (1905–1958), deutscher Jurist und Kommunalpolitiker
- Hahn, Kurt (* 1977), deutscher Romanist

##### Hahn, L
- Hahn, L. Albert (1889–1968), deutscher Bankier und Nationalökonom
- Hahn, Laetitia (* 2003), deutsche Pianistin
- Hahn, Leonie (* 1991), deutsche Schauspielerin, Dramaturgin und Autorin
- Hahn, Leopold (1894–1970), deutscher Bildhauer
- Hahn, Levin Ludwig I. (1579–1635), deutscher Hofbeamter und Soldat, Mitglied der Fruchtbringenden Gesellschaft
- Hahn, Lloyd (1898–1983), US-amerikanischer Mittelstreckenläufer
- Hahn, Lothar (1944–2021), deutscher Physiker
- Hahn, Lothar (* 1947), deutscher Fußballspieler
- Hahn, Ludwig (1787–1857), Schweizer Jurist und Politiker
- Hahn, Ludwig (1908–1986), deutscher Kommandeur der Sicherheitspolizei und des SD in Krakau und Warschau
- Hahn, Ludwig Ernst (1820–1888), preußischer Beamter und Publizist
- Hahn, Ludwig Philipp (1746–1814), deutscher Beamter Dichter
- Hahn, Ludwig Stats von (1657–1730), königlich dänischer Geheimrat, Hofmarschall und Oberlanddrost der Grafschaft Oldenburg
- Hahn, Lukas, deutscher Truckrennfahrer

##### Hahn, M
- Hahn, Maik (* 1968), deutscher Handballtrainer und Handballspieler
- Hahn, Manon (1908–1993), deutsche Kostümbildnerin
- Hahn, Marcus (* 1968), deutscher Literaturwissenschaftler
- Hahn, Margarete (1898–1981), deutsche Gewerkschafterin und Politikerin (SED)
- Hahn, Marius (* 1971), deutscher Politiker (SPD)
- Hahn, Marlene (* 1985), deutsche Musikdramaturgin
- Hahn, Martin (1865–1934), deutscher Mikrobiologe und Hygieniker
- Hahn, Martin (* 1963), deutscher Politiker (Bündnis 90/Die Grünen), MdL
- Hahn, Martin (* 1997), deutscher Nordischer Kombinierer
- Hahn, Mary (1867–1929), deutsche Kochbuchautorin, Verlegerin
- Hahn, Matthias (* 1965), deutscher Handballspieler und -trainer
- Hahn, Max (1870–1944), deutscher Konteradmiral der Kaiserlichen Marine
- Hahn, Max (1895–1939), deutscher Jurist
- Hahn, Max (1899–1960), deutscher Radsportler und Fahrradkonstrukteur
- Hahn, Max (* 1981), luxemburgischer Ingenieur und PolitikerMax Hahn (* 1981)

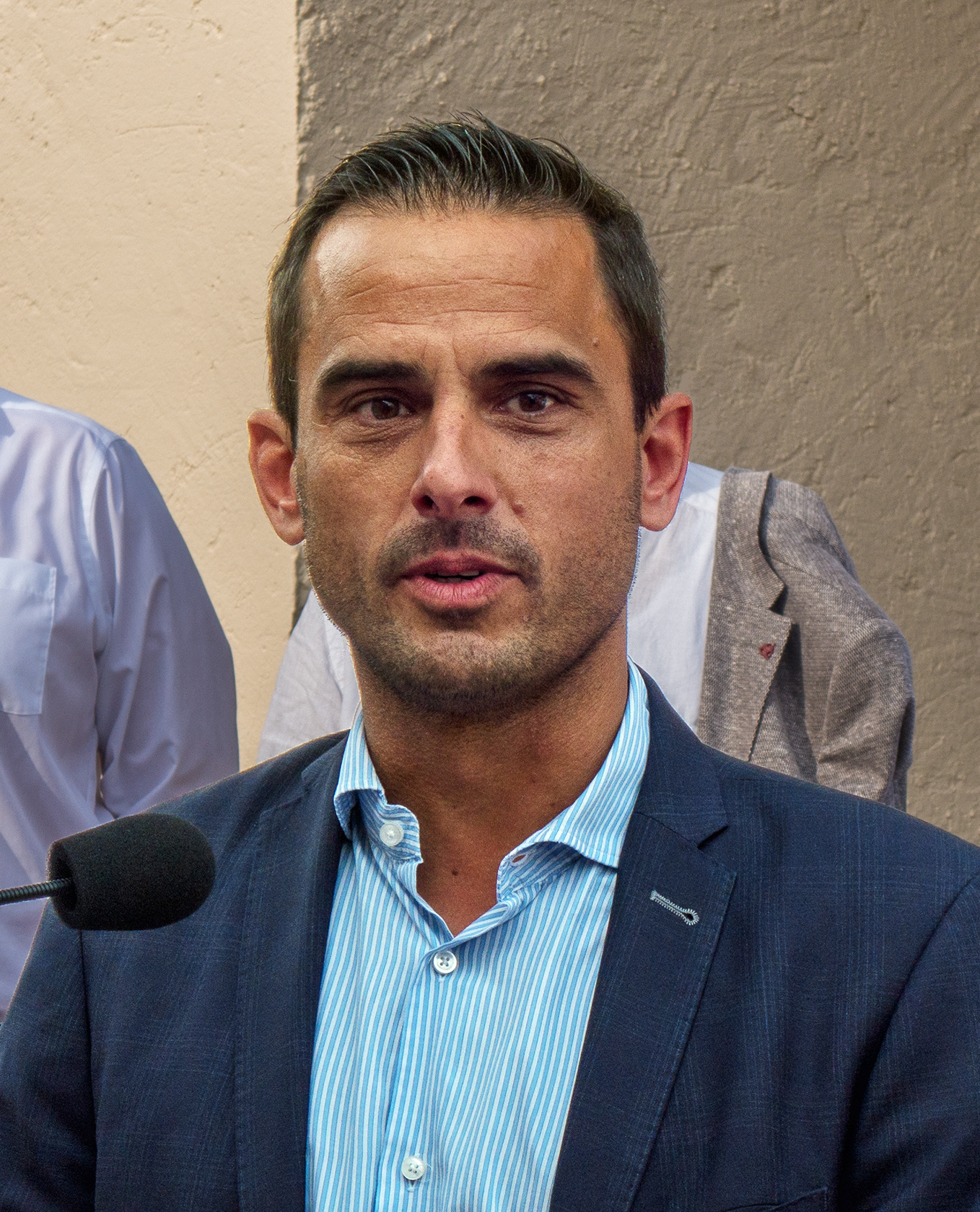
Max Hahn (* 1981)

- Hahn, Max Raphael (1880–1942), jüdischer Unternehmer, Vorsitzender der jüdischen Gemeinde Göttingen und Judaica-Sammler
- Hahn, Maya (* 2001), neuseeländische Fußballspielerin
- Hahn, Michael (1830–1886), deutschamerikanischer Politiker, 19. Gouverneur von Louisiana (1864–1865)
- Hahn, Michael (1941–2014), deutscher Indologe
- Hahn, Michael, deutscher Rechtswissenschaftler und Hochschullehrer
- Hahn, Michaela (* 1994), US-amerikanische Fußballspielerin
- Hahn, Mirkus (* 1968), deutscher Schauspieler und Theaterregisseur
- Hahn, Moritz (1856–1952), deutscher Politiker (DVP), MdL Volksstaat Hessen

##### Hahn, N
- Hahn, Niels (* 2001), österreichischer Fußballspieler
- Hahn, Nikki (* 2002), US-amerikanische Schauspielerin
- Hahn, Nikola (* 1963), deutsche Kriminalbuchautorin
- Hahn, Norbert (* 1954), deutscher Rennrodler

##### Hahn, O
- Hahn, Oliver (* 1969), deutscher Medien- und Kommunikationswissenschaftler
- Hahn, Oscar (1831–1898), deutscher Jurist und Politiker, MdR
- Hahn, Óscar (* 1938), chilenischer Literaturwissenschaftler, Dichter und Schriftsteller
- Hahn, Oswald (1928–1999), deutscher Ökonom
- Hahn, Otto (1879–1968), deutscher Chemiker und ein Pionier der Radiochemie, NobelpreisträgerOtto Hahn (1879–1968)

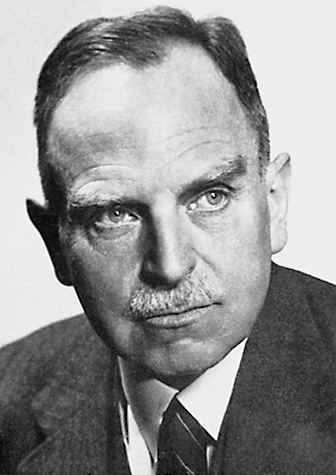
Otto Hahn (1879–1968)

- Hahn, Otto (1888–1946), sozialdemokratischer Politiker der deutschen Minderheit in der Tschechoslowakei
- Hahn, Otto (1935–2023), deutscher Tierfilmer, Autor und Erfinder
- Hahn, Otto Conrad († 1804), deutscher Verwaltungsjurist und Kaufmann
- Hahn, Ottokar (1934–2020), deutscher Politiker (SPD)

##### Hahn, P
- Hahn, Patrick (* 1995), österreichischer Dirigent, Pianist und Komponist
- Hahn, Paul (1883–1952), deutscher Kunstmaler und Landespolizeidirektor
- Hahn, Paul (1885–1960), deutscher Politiker (FDP)
- Hahn, Paul (* 1949), deutscher Fußballspieler
- Hahn, Paul Edmund von (* 1899), deutschbaltischer Journalist und Schriftsteller
- Hahn, Paul Karl Julius (1893–1960), deutscher Widerstandskämpfer
- Hahn, Peter (1909–1991), US-amerikanischer Autorennfahrer
- Hahn, Peter (* 1931), deutscher Mediziner und Hochschullehrer
- Hahn, Peter (* 1938), deutscher Kunsthistoriker und Museumsleiter
- Hahn, Peter (* 1947), deutscher Rechtsanwalt und Verbandsgeschäftsführer
- Hahn, Peter-Michael (* 1951), deutscher Historiker
- Hahn, Philipp (1558–1616), deutscher lutherischer Theologe
- Hahn, Philipp Matthäus (1739–1790), deutscher Pfarrer und Ingenieur

##### Hahn, R
- Hahn, Rainer, deutscher Kommunalpolitiker (SPD)
- Hahn, Rainer (* 1962), deutscher Zahnmediziner und Universitätsprofessor
- Hahn, Randy, kanadischer Sportkommentator
- Hahn, Reinhard (* 1952), deutscher Altgermanist
- Hahn, Reinhard F. (* 1947), deutsch-australisch-amerikanischer Autor
- Hahn, Reynaldo (1874–1947), französischer KomponistReynaldo Hahn (1874–1947)

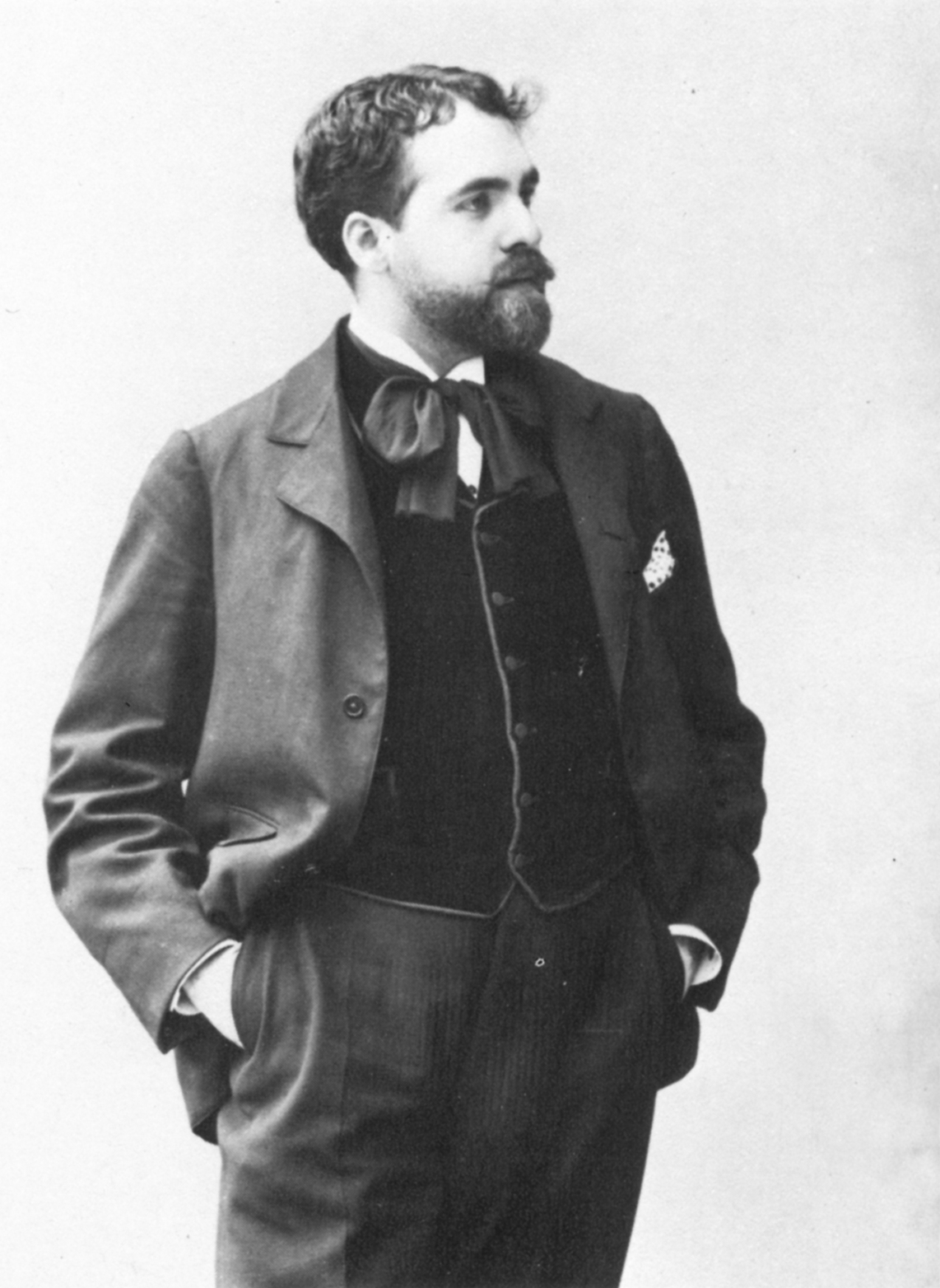
Reynaldo Hahn (1874–1947)

- Hahn, Robert (* 1952), US-amerikanischer Philosoph und Philosophiehistoriker
- Hahn, Robert (* 1962), deutscher Kommunalpolitiker (CDU)
- Hahn, Robin (1933–2021), kanadischer Reiter
- Hahn, Rochus (* 1960), deutscher Comic- und Drehbuchautor
- Hahn, Roland (* 1946), deutscher Politiker (SPD), MdL
- Hahn, Rolf (1937–2006), deutscher Politiker (CDU), MdL
- Hahn, Ronald M. (* 1948), deutscher Schriftsteller
- Hahn, Rudolf (1863–1934), deutscher Dermatologe, MdHB
- Hahn, Rudolf (1876–1962), deutscher Psychiater
- Hahn, Rudolf (1897–1964), deutscher Industrieller

##### Hahn, S
- Hahn, Sabine (1937–2020), deutsche Schauspielerin
- Hahn, Sabine (* 1964), Schweizer Pflegewissenschaftlerin
- Hahn, Scott (* 1957), römisch-katholischer TheologieprofessorScott Hahn (* 1957)

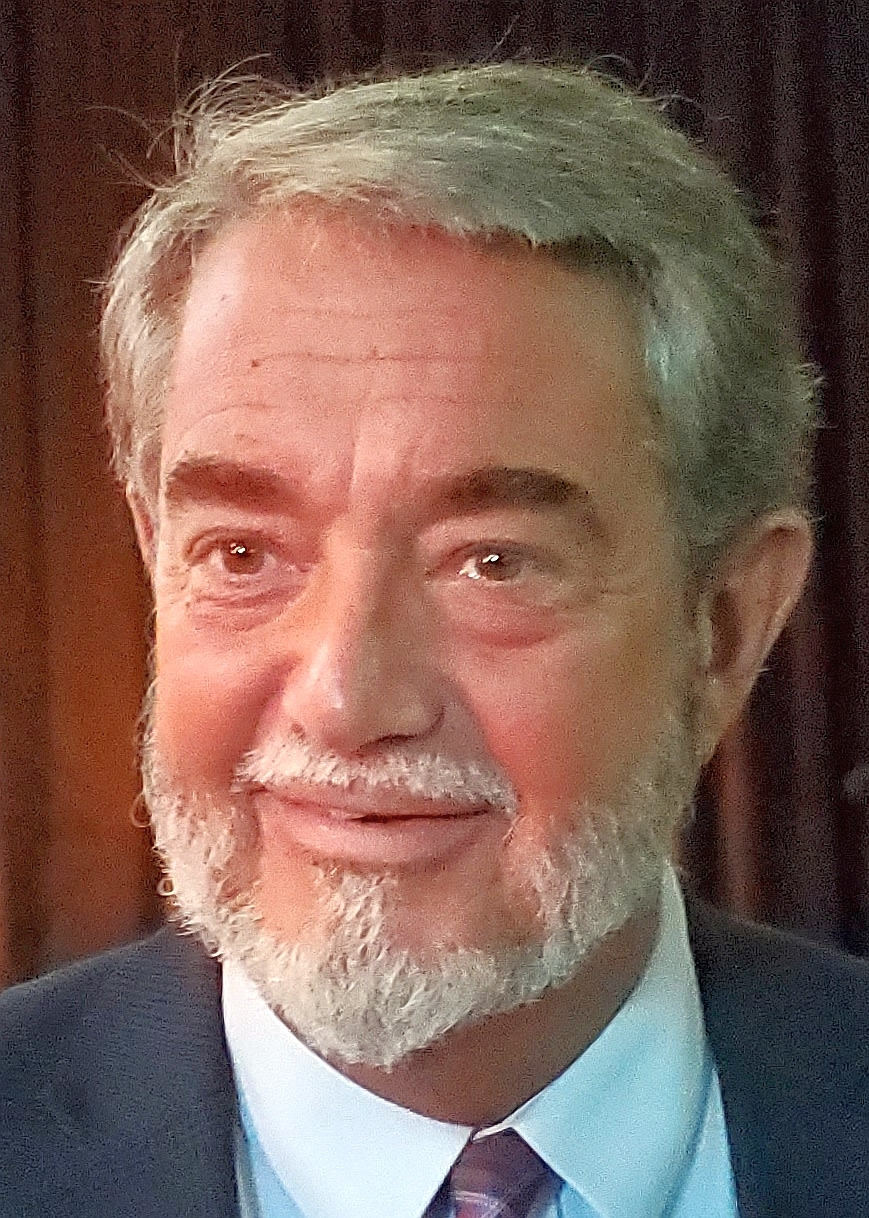
Scott Hahn (* 1957)

- Hahn, Sebastian (* 1975), deutscher Fußballspieler
- Hahn, Sebastian (* 1991), deutscher Autor, Kabarettist und Poetry Slammer
- Hahn, Siegbert (1937–2024), deutscher Maler
- Hahn, Siegmund (1664–1742), deutscher Arzt und Stadtphysikus in Schweidnitz, Begründer der Hydrotherapie in Deutschland
- Hahn, Sigismund Samuel (1791–1870), deutscher jüdischer Offizier in den Befreiungskriegen und Hamburger Arzt
- Hahn, Sigmund (1926–2009), deutscher Maler, Grafiker, Holzschneider und Plastiker
- Hahn, Simon (* 1988), österreichischer Handballspieler
- Hahn, Simon Friedrich (1692–1729), deutscher Historiker und Bibliothekar
- Hahn, Steven (* 1951), US-amerikanischer Historiker
- Hahn, Susanne (* 1964), deutsche Philosophin
- Hahn, Susanne (* 1978), deutsche Langstreckenläuferin
- Hahn, Svenja (* 1989), deutsche Politikerin (FDP), LYMEC-Präsidentin

##### Hahn, T
- Hahn, Theo (1928–2016), deutscher Mineraloge und Kristallograph
- Hahn, Theodor (1824–1883), deutscher Apotheker, Hydro- und Diättherapeut, Protagonist der vegetarischen Ernährung
- Hahn, Tillmann (* 1969), deutscher Koch
- Hahn, Tobias (* 1987), deutscher Handballspieler
- Hahn, Torsten (* 1969), deutscher Germanist
- Hahn, Traugott (1875–1919), deutsch-baltischer Theologe und evangelischer Märtyrer

##### Hahn, U
- Hahn, Udo (* 1962), deutscher Geistlicher, lutherischer Theologe
- Hahn, Ulla (* 1945), deutsche SchriftstellerinUlla Hahn (* 1945)

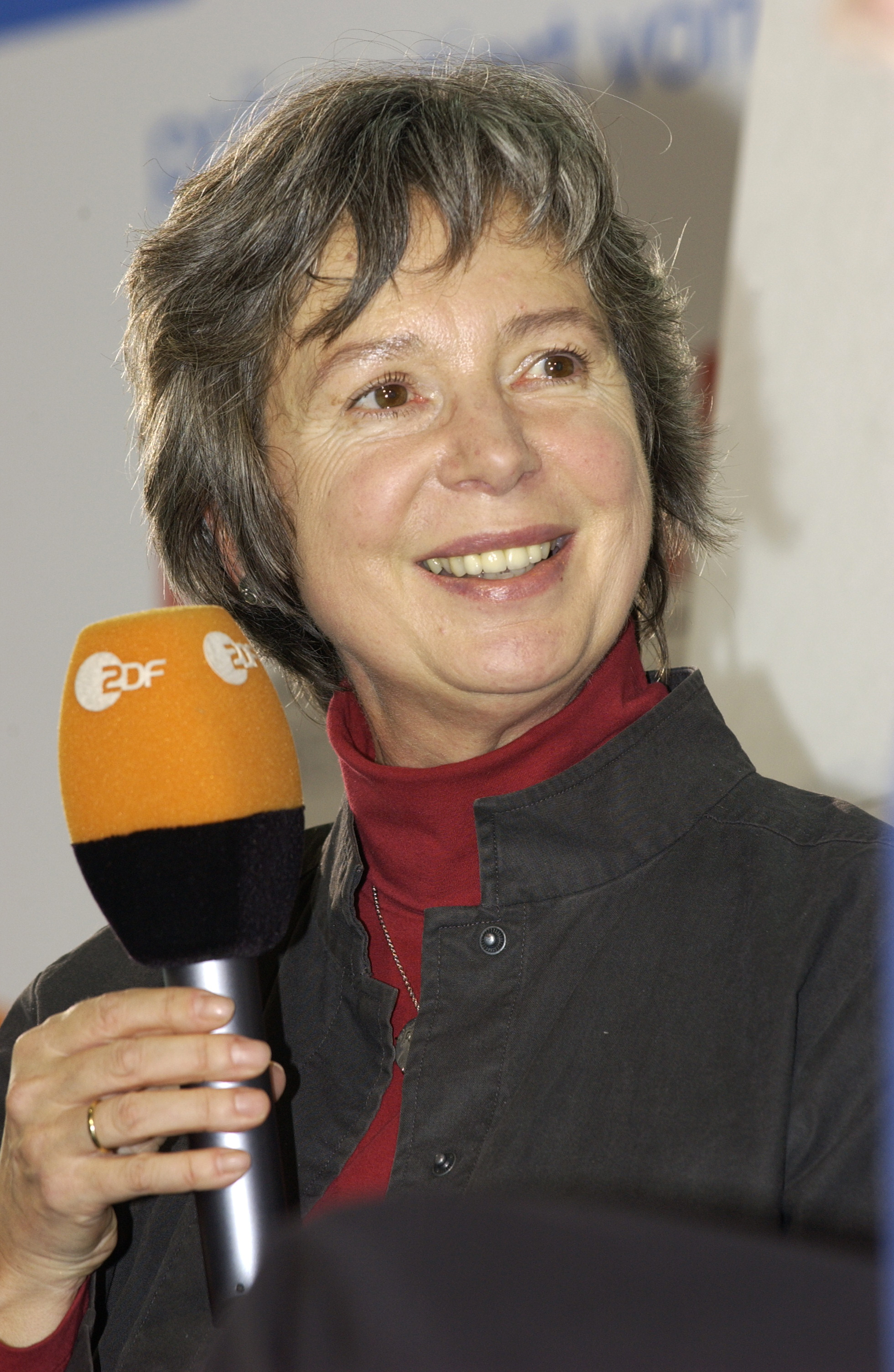
Ulla Hahn (* 1945)

- Hahn, Ulrich (* 1955), deutscher Rennrodler
- Hahn, Ulrike (* 1963), deutsche Psychologin und Hochschullehrerin
- Hahn, Uwe (* 1954), deutscher Fußballspieler

##### Hahn, V
- Hahn, Victor (* 1869), Verleger in Berlin
- Hahn, Viktor (1931–2019), deutscher Ordenspriester und römisch-katholischer Theologe
- Hahn, Viola (* 1956), deutsche Kommunalpolitikerin, Oberbürgermeisterin von Gera
- Hahn, Volker (1923–2011), deutscher Bauingenieur

##### Hahn, W
- Hahn, Walter (1889–1969), deutscher Fotograf und Verleger
- Hahn, Walter (1894–1978), deutscher Politiker (CDU), Mitglied der Stadtverordnetenversammlung von Groß-Berlin
- Hahn, Walter (1929–1996), deutscher Journalist und Radiomoderator
- Hahn, Walther von (* 1942), deutscher Germanist
- Hahn, Warner (* 1992), surinamisch-niederländischer Fußballtorwart
- Hahn, Werner (1912–2011), deutscher Zahnarzt und Kieferchirurg
- Hahn, Werner (1924–1985), deutscher Politiker (CDU), MdL
- Hahn, Werner (* 1944), deutscher Maler und Fotograf
- Hahn, Wilhelm (1844–1914), deutscher Lehrer
- Hahn, Wilhelm (1909–1996), deutscher Theologe und Politiker (CDU), MdL, MdB, MdEP
- Hahn, Wilhelm junior (1904–1975), deutscher Schlosser, Parteifunktionär, verurteilter Widerstandskämpfer gegen die Nationalsozialisten
- Hahn, Willi, deutscher Fußballspieler
- Hahn, Willi (1920–1995), deutscher Bildhauer
- Hahn, Willibald (1910–1999), österreichischer Fußballspieler
- Hahn, Willy (1887–1930), deutscher Architekt und Stadtplaner, kommunaler Baubeamter
- Hahn, Wolfgang (1911–1998), deutscher Mathematiker und Hochschullehrer
- Hahn, Wolfgang (* 1945), österreichischer Universitätsprofessor für Numismatik an der Universität Wien
- Hahn, Wolfgang (* 1948), deutscher Journalist, Moderator und Sprecher beim NDR in HamburgWolfgang Hahn (* 1948)

Wolfgang Hahn (* 1948)

- Hahn, Wolfgang (* 1953), deutscher Bildhauer

#### Hahn-

##### Hahn-B
- Hahn-Böing, Margarethe (1877–1956), deutsche Autorin
- Hahn-Brinckmann, Henriette (1862–1934), dänisch-deutsche Kunstmalerin
- Hahn-Bruckart, Thomas (* 1978), deutscher Kirchenhistoriker
- Hahn-Butry, Jürgen (1899–1976), deutscher Schriftsteller und Publizist

##### Hahn-C
- Hahn-Cremer, Wolfgang (1948–2006), deutscher Medienberater und Politiker

##### Hahn-H
- Hahn-Hahn, Ida (1805–1880), deutsche Schriftstellerin und KlostergründerinIda Hahn-Hahn (1805–1880)

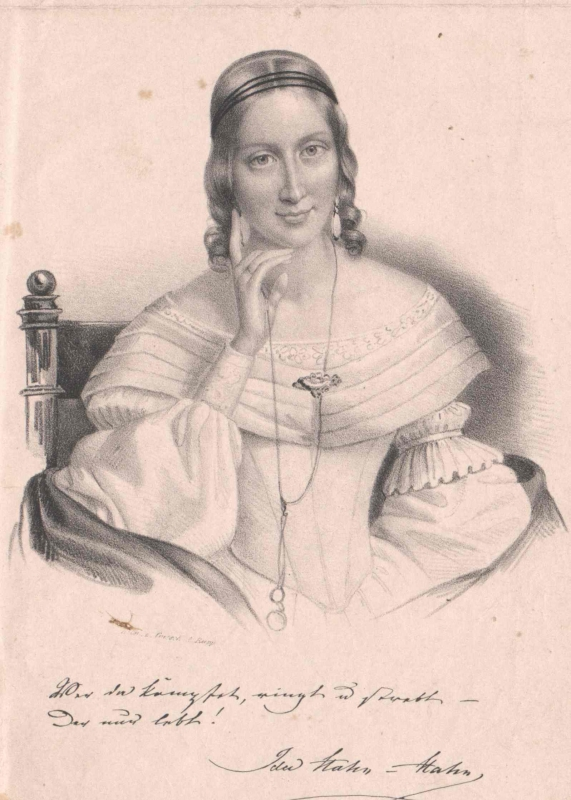
Ida Hahn-Hahn (1805–1880)

- Hahn-Hissink, Karin (1907–1981), deutsche Ethnologin

##### Hahn-N
- Hahn-Neurath, Olga (1882–1937), österreichische Mathematikerin und Philosophin

##### Hahn-P
- Hahn-Petersen, John (1930–2006), dänischer Schauspieler

##### Hahn-W
- Hahn-Weinheimer, Paula (1917–2002), deutsche Geochemikerin

#### Hahnc
- Hähnchen, Jürgen (* 1941), deutscher Fußballspieler (DDR)
- Hähnchen, Karlheinz (* 1952), deutscher Fußballspieler
- Hähnchen, Susanne (* 1969), deutsche Juristin und Hochschullehrerin

#### Hahnd
- Hähndel, Gerhard (* 1956), deutscher Schauspieler
- Hahndorf, Salomon (1801–1890), kurhessischer Journalist, liberaler Politiker und Abgeordneter der kurhessischen Ständeversammlung
- Hahndorff, Felix (1852–1920), preußischer Generalleutnant

#### Hahne
- Hahne, Armin (* 1955), deutscher Automobilrennfahrer
- Hahne, Bernd (1944–2017), deutscher Rennfahrer
- Hahne, Carl (1850–1895), deutscher Kaufmann und Unternehmer in der Papierfabrikation
- Hahne, Dietrich (1892–1974), deutscher Arzt, Landwirt und Politiker (CDU), MdB
- Hahne, Dietrich (* 1961), deutscher Komponist und Medienkünstler
- Hahne, Dorothée (* 1966), deutsche Komponistin, Produzentin und Verlegerin
- Hahne, Frank (1856–1932), deutscher Brauer und Gründer der Du Bois Brewing Company
- Hahne, Fritz (1920–2008), deutscher Unternehmer
- Hahne, Hans (1875–1935), deutscher Mediziner und Prähistoriker
- Hahne, Hans (1894–1944), deutscher Generalmajor im Zweiten Weltkrieg
- Hahne, Heinrich (1911–1996), deutscher Lehrer, Kunstkritiker, Publizist und Schriftsteller
- Hähne, Heinz (1922–1989), deutscher Politiker (CDU der DDR), MdV
- Hahne, Hendrik (* 1986), deutscher Fußballspieler
- Hahne, Horst (* 1940), australischer Graveur, Medailleur und Designer deutscher Herkunft
- Hahne, Hubert (1935–2019), deutscher AutorennfahrerHubert Hahne (1935–2019)

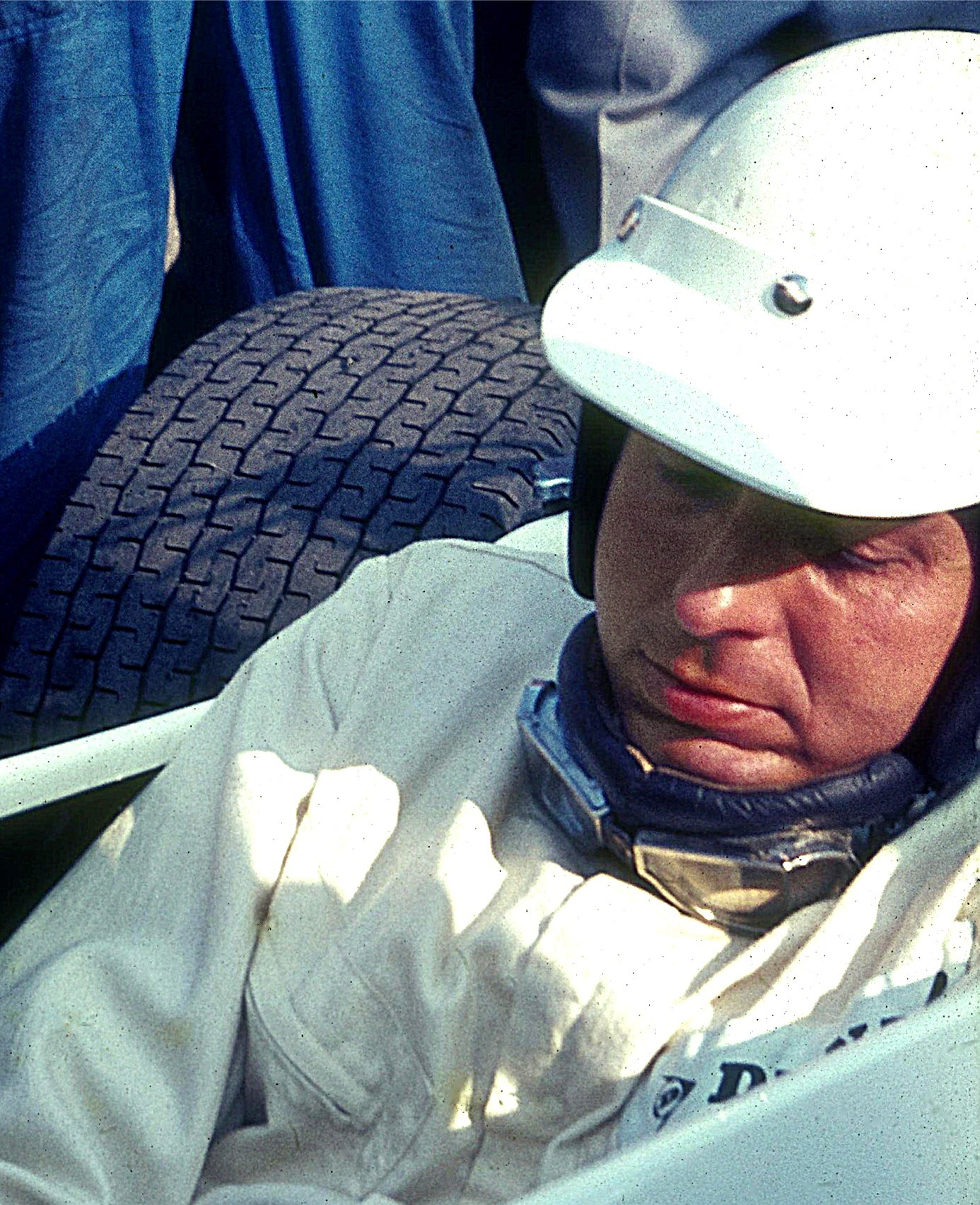
Hubert Hahne (1935–2019)

- Hahne, Joachim (* 1937), deutscher Maschinenbauingenieur, Schiffsingenieur und Hochschullehrer
- Hahne, Jochen (* 1958), deutscher Unternehmer
- Hahne, Karl August (1906–1982), deutscher baptistischer Geistlicher und evangelischer Pfarrer
- Hahne, Kurt (1907–1985), deutscher Filmkaufmann, Drehbuchautor und Filmproduzent bzw. -produktionsleiter
- Hahne, Margarete (1898–1973), deutsche Kommunistin
- Hahne, Meo-Micaela (* 1947), deutsche Juristin, Vorsitzende Richterin am Bundesgerichtshof
- Hahne, Otto (1878–1965), deutscher Lehrer und Heimatforscher
- Hahne, Peter (* 1952), deutscher Fernsehmoderator und JournalistPeter Hahne (* 1952)

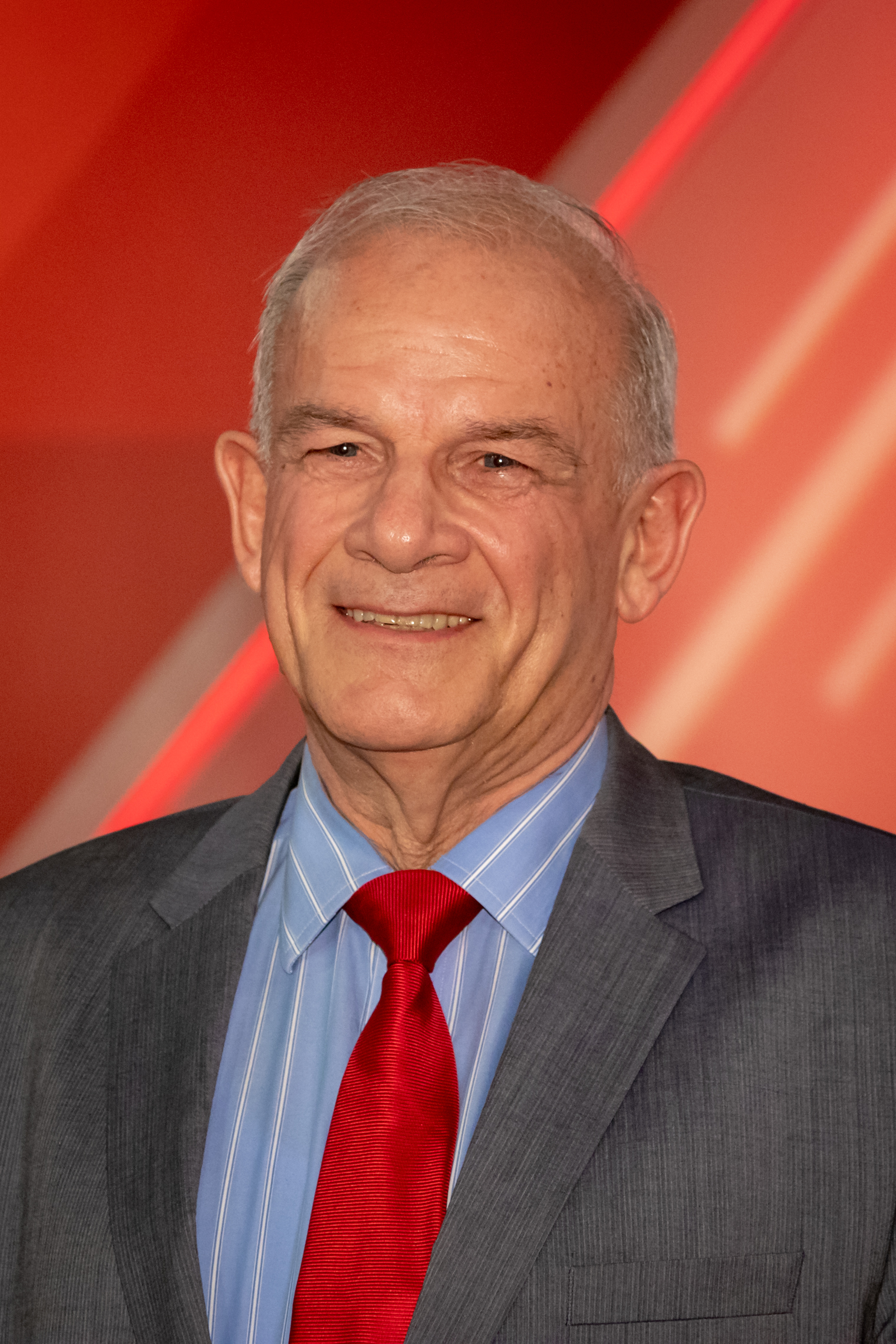
Peter Hahne (* 1952)

- Hahne, Ruthild (1910–2001), deutsche Bildhauerin
- Hahne, Udo, deutscher Basketballspieler und -trainer
- Hähnel, Andreas (* 1966), deutscher Politiker (CDU), MdL Sachsen
- Hähnel, Brigitte (1943–2013), deutsche Schriftstellerin
- Hähnel, Charly (1913–1962), deutscher Maler und Grafiker
- Hähnel, Christian August (1777–1852), sächsischer Geologe, Rittergutsbesitzer und Politiker, MdL (Königreich Sachsen)
- Hähnel, Eckmar (1946–2023), deutscher Politiker (DDR-CDU, CDU), MdL
- Hähnel, Ernst (1811–1891), deutscher Bildhauer und Hochschullehrer
- Hähnel, Helga (1918–2009), deutsche Bildhauerin
- Hähnel, Helmut (1913–2000), deutscher Stenograf
- Hähnel, Hermann (1830–1894), deutscher Maurermeister, Bauunternehmer und Architekt
- Hähnel, Horst (* 1932), deutscher Diplomat, Botschafter der DDR
- Hähnel, Johann Ernst (* 1697), deutscher Orgelbauer in Sachsen
- Hähnel, Jörg (* 1975), deutscher Politiker (NPD) und Neonazi
- Hahnel, Jörg (* 1982), deutscher Fußballspieler
- Hähnel, Karl (1892–1966), deutscher Leichtathlet und Olympiateilnehmer
- Hähnel, Klaus (* 1941), deutscher Musikpädagoge und Kinderchorleiter
- Hähnel, Max (1897–1946), deutscher Lagerkommandant im KZ Sachsenburg und Obersteuersekretär
- Hähnel, Norbert (* 1951), deutscher Kneipenwirt und SängerNorbert Hähnel (* 1951)

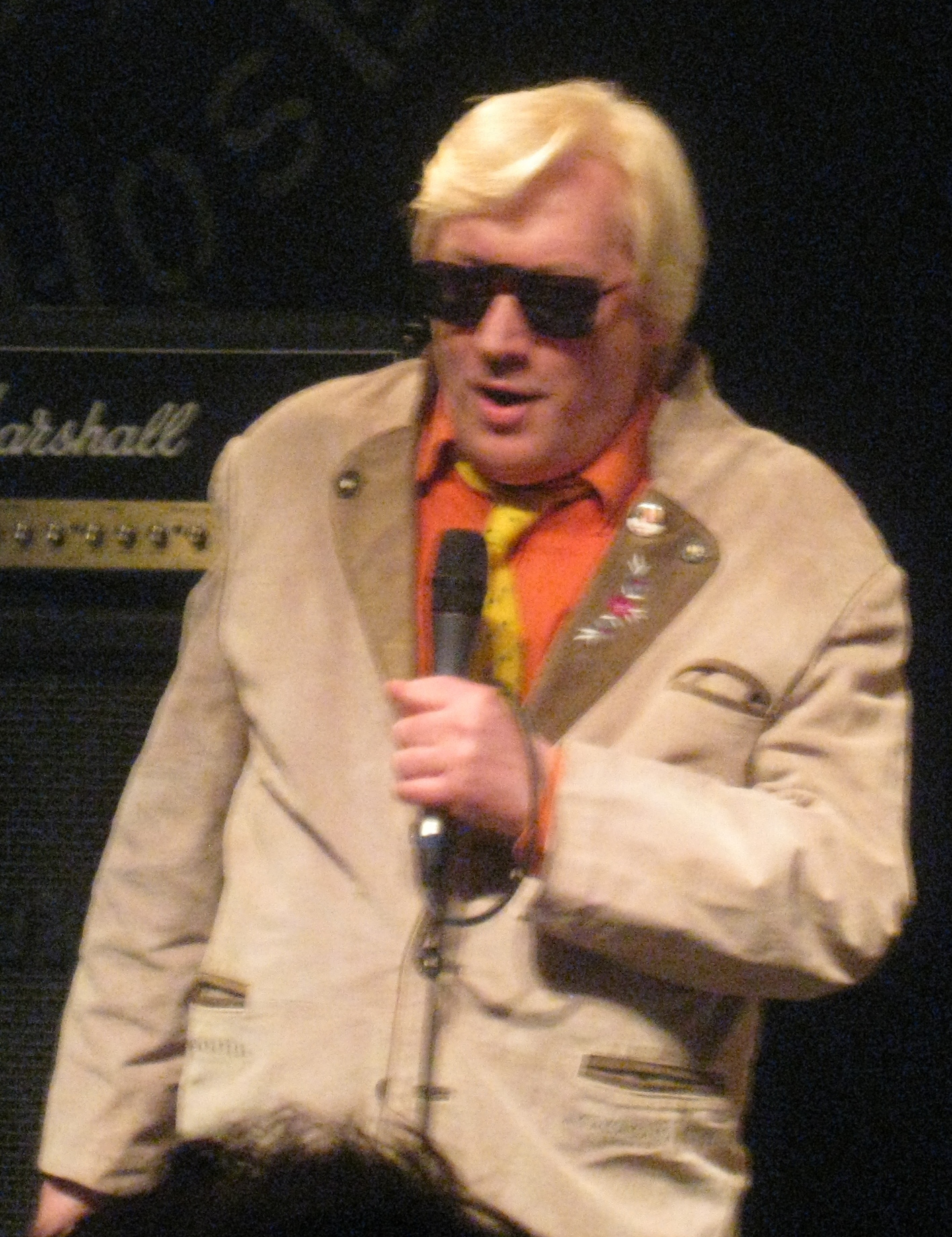
Norbert Hähnel (* 1951)

- Hahnel, Robin (* 1946), US-amerikanischer Ökonom
- Hähnel, Siegfried (1934–2010), deutscher Leiter der Bezirksverwaltung Berlin im Ministerium für Staatssicherheit (MfS)
- Hähnel, Stella (* 1972), deutsche Politikerin (NPD)
- Hähnel, Stephan (* 1961), deutscher Schriftsteller
- Hähnel, Walter (1905–1979), deutscher KPD- und SED-Funktionär
- Hahnemann, Christian August (1818–1880), deutscher Architekt und Bauunternehmer
- Hahnemann, Gino (1946–2006), deutscher Schriftsteller, Architekt und Künstler
- Hahnemann, Helga (1937–1991), deutsche Entertainerin, Kabarettistin und Schauspielerin
- Hahnemann, Karl-Wilhelm (1934–2001), deutscher Gebrauchsgrafiker
- Hahnemann, Marc (* 1991), deutscher Basketballtrainer
- Hahnemann, Marcus (* 1972), US-amerikanischer Fußballtorwart
- Hahnemann, Mélanie (1800–1878), französische Malerin und homöopathische Ärztin
- Hahnemann, Paul G. (1912–1997), deutscher Manager, erster Vertriebsvorstand von BMW
- Hahnemann, Roland (* 1954), deutscher Politiker (parteilos), MdL
- Hahnemann, Samuel (1755–1843), deutscher Arzt, medizinischer Schriftsteller und ÜbersetzerSamuel Hahnemann (1755–1843)

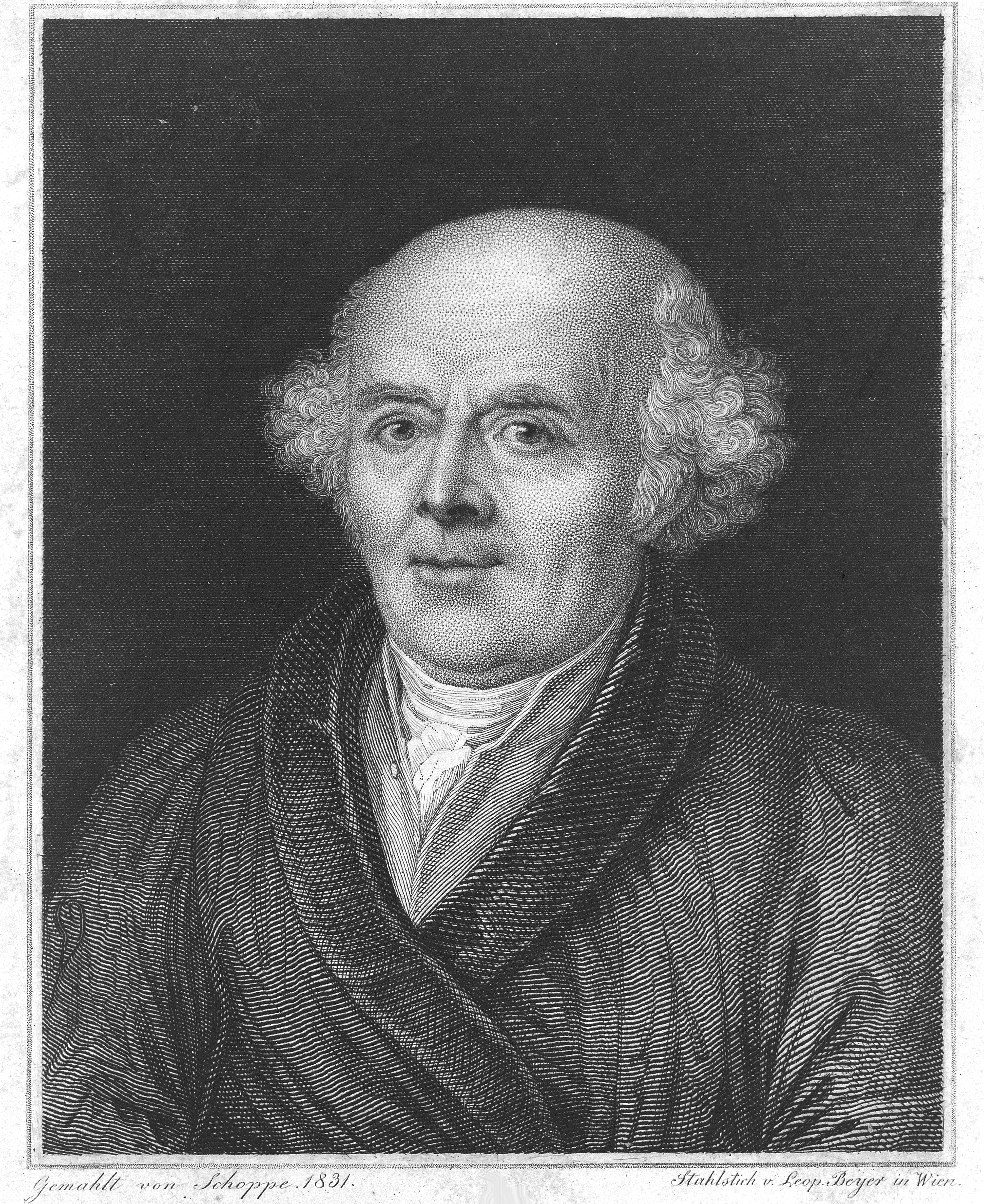
Samuel Hahnemann (1755–1843)

- Hahnemann, Walter (1879–1944), deutscher Hochfrequenztechniker und Manager
- Hahnemann, Wilhelm (1914–1991), österreichischer Fußballspieler und -trainer
- Hahnen, Nathalie Lucia (* 1991), deutsche Schauspielerin deutsch-brasilianischer Herkunft
- Hahnen, Ulrich (1952–2016), deutscher Politiker (SPD), MdL
- Hahnen, Vincent (* 2004), deutscher Schauspieler
- Hahnenbruch, Erich (1902–1965), deutscher Polizist und SS-Führer
- Hahnenfurth, Artur (1897–1960), deutscher Politiker (KPD), MdL
- Hahnengress, Jochen, deutscher Schwimmsportler
- Hahner, Anna (* 1989), deutsche Leichtathletin und LangstreckenläuferinAnna Hahner (* 1989)

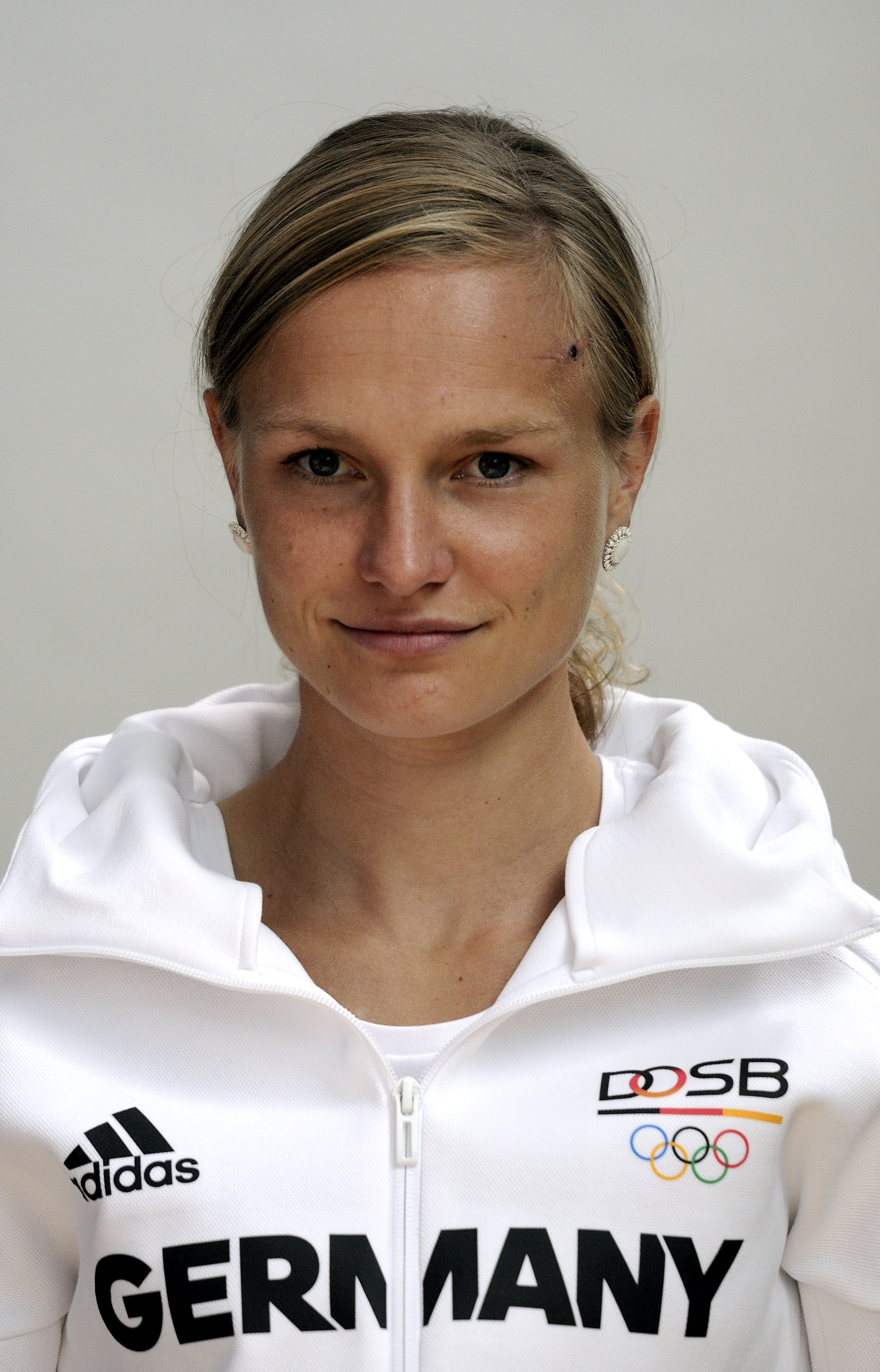
Anna Hahner (* 1989)

- Hahner, Katrin (* 1977), deutsche Folk-Pop-Sängerin
- Hahner, Lisa (* 1989), deutsche Leichtathletin und Langstreckenläuferin
- Hähner, Margit (* 1960), deutsche Schriftstellerin
- Hähner, Sebastian (* 1987), deutscher Volleyballspieler
- Hähner, Wilfried (* 1973), namibischer Radioproduzent
- Hähner-Springmühl, Gitte (* 1951), deutsche zeitgenössische Musikerin und Malerin
- Hähner-Springmühl, Klaus (1950–2006), deutscher Künstler in der unabhängigen Szene der DDR
- Hähnert, Daniel (* 1998), deutscher Volleyballspieler
- Hahnewald, Edgar (1884–1961), deutscher Schriftsteller, Redakteur und Illustrator
- Hahnewald, Helmut (1914–1979), deutscher Bibliothekar, Buchhändler, Schriftsetzer und Widerstandskämpfer
- Hahnewald, Konrad (1888–1962), deutscher Sozialdemokrat, Gewerkschafter, Lehrer und Widerstandskämpfer

#### Hahnf
- Hahnfeld, Ingrid (* 1937), deutsche Schauspielerin, Schriftstellerin und Hörspielautorin
- Hahnfeld, Marco (* 1988), deutscher Politiker (CDU)

#### Hahng
- Hähnge, Sebastian (* 1978), deutscher Fußballspieler

#### Hahnh
- Hahnheiser, Christoph (* 1962), deutscher Filmproduzent

#### Hahni
- Hähnig, Anne (* 1988), deutsche Journalistin
- Hähnisch, Anton (1817–1897), österreichischer Maler, Zeichner und Lithograf

#### Hahnk
- Hahnke, Adolf von (1873–1936), deutscher Verwaltungsjurist und Regierungspräsident in Liegnitz (1932–1933)
- Hahnke, Gustav von (1871–1897), deutscher Marineoffizier
- Hahnke, Wilhelm von (1833–1912), preußischer Generalfeldmarschall

#### Hahnl
- Hahnl, Adolf (* 1938), österreichischer Kunsthistoriker und Bibliothekar
- Hahnl, Hans Heinz (1923–2006), österreichischer Journalist, Schriftsteller und Publizist
- Hähnle, Bärbel (* 1949), deutsche Leichtathletin
- Hähnle, Eugen (1873–1936), deutscher Jurist und Politiker (VP, FVP), MdR
- Hähnle, Hermann (1879–1965), deutscher Erfinder, Naturfilmer und Naturschützer
- Hähnle, Karl (1888–1918), deutscher Klassischer Archäologe
- Hähnle, Lina (1851–1941), deutsche Gründerin des Bundes für VogelschutzLina Hähnle (1851–1941)

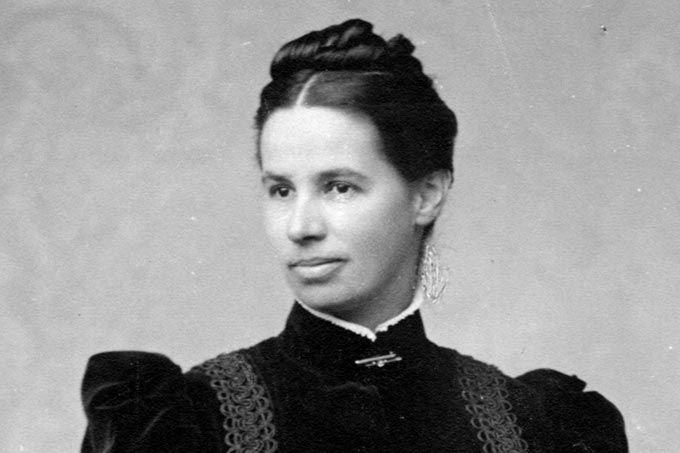
Lina Hähnle (1851–1941)

- Hähnlein, Roy (* 1987), deutscher Eishockeyspieler
- Hähnlein, Stefan (* 1990), deutscher Sitzvolleyballspieler
- Hahnloser, Arthur (1870–1936), Schweizer Augenarzt und Kunstsammler
- Hahnloser, Hans R. (1899–1974), Schweizer Kunsthistoriker
- Hahnloser-Bühler, Hedy (1873–1952), Schweizer Malerin, Kunsthandwerkerin, Kunstsammlerin und Mäzenin
- Hahnloser-Ingold, Margrit (* 1940), Schweizer Kunsthistorikerin und Kuratorin

#### Hahnr
- Hahnrieder, Ernst (1811–1895), deutscher Lehrer für Mathematik und Naturwissenschaften

#### Hahns
- Hähnsch, Annemarie (1904–1968), deutsche Tischtennisspielerin
- Hähnsen, Fritz (1892–1965), deutscher Jurist, Syndikus und Historiker
- Hähnsen, Louis (1873–1939), deutscher Landrat und Politiker
- Hahnsson, Theodolinda (1838–1919), finnische Schriftstellerin und Übersetzerin

#### Hahnz
- Hahnzog, Ferdinand (1897–1969), Historiker und Polizist
- Hahnzog, Klaus (1936–2025), deutscher Politiker (SPD), MdLKlaus Hahnzog (1936–2025)

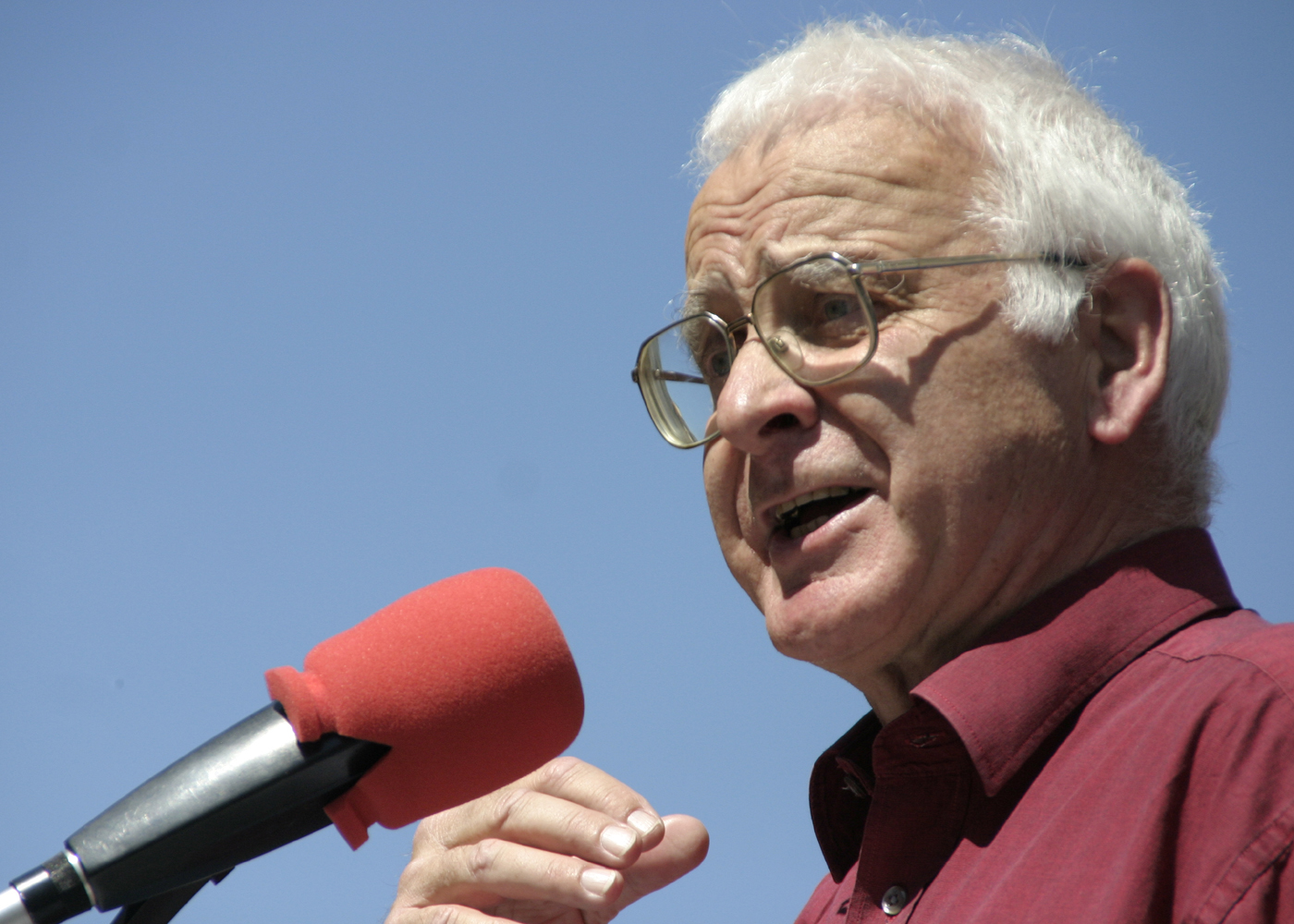
Klaus Hahnzog (1936–2025)

### Hahr
- Hahr, Katarina (1961–2021), schwedische Radiojournalistin und Schauspielerin

### Hahs
- Hahs, Erwin (1887–1970), deutscher Maler und Grafiker
- Hahs, Heinz G. (1934–2019), deutscher Schriftsteller
- Hahs-Hofstetter, Iris (1908–1986), deutsche Malerin und Grafikerin

### Haht
- Hahto, Kai (* 1973), finnischer Musiker, Schlagzeuger der Bands Wintersun und Rotten Sound